# ÖBB Inlandsreisezugwagen

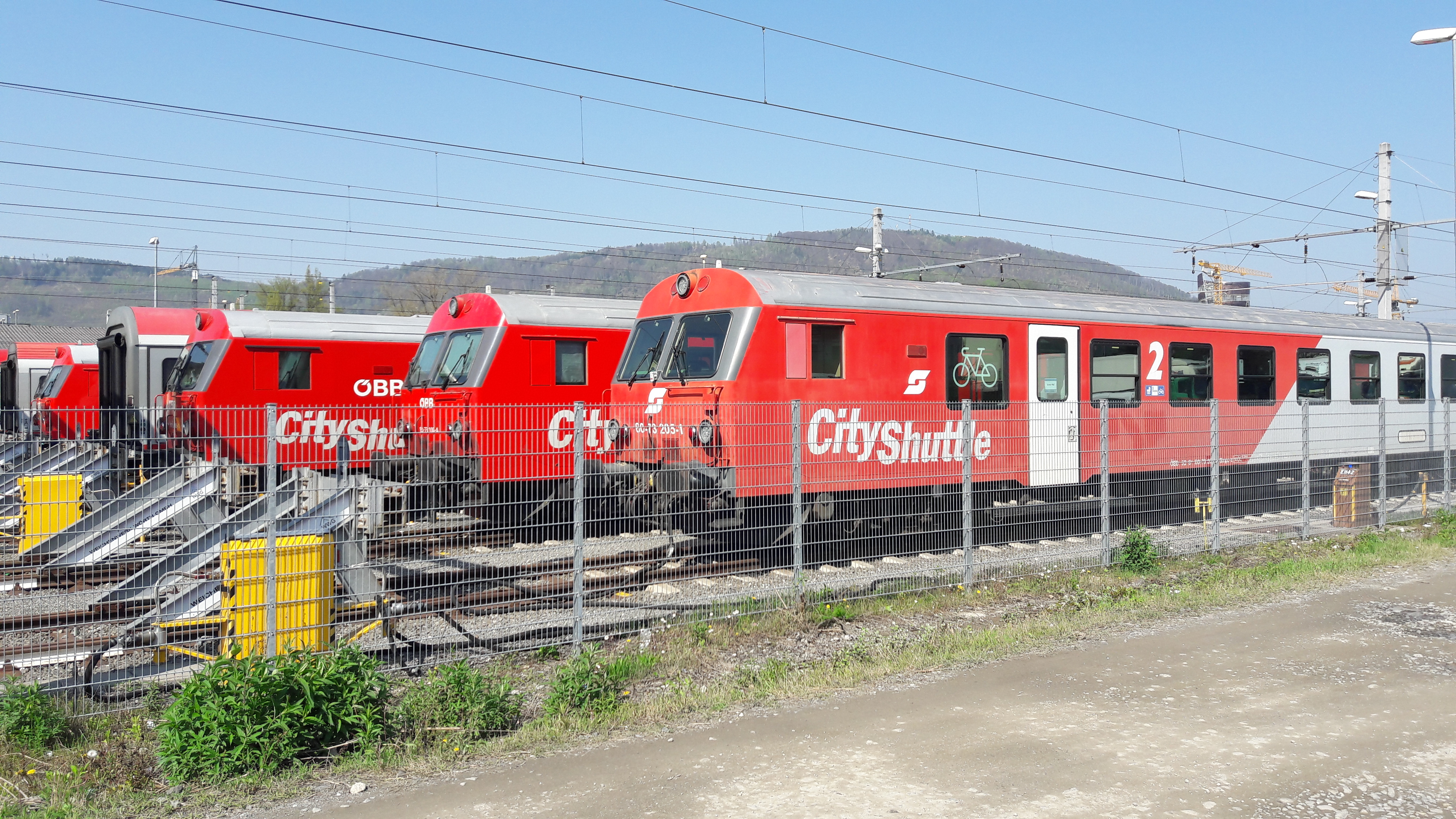
Vier Steuerwagen der Reihe 80-73 im Abstellbereich des Grazer Hauptbahnhofes. Der vordere, 80-73 205, trägt noch seinen Originallack mit Pflatsch-Logo.

Die Inlandsreisezugwagen (offiziell Inlandsreisezugwagen Typ: Neue Generation) der Österreichischen Bundesbahnen (ÖBB) sind wendezugfähige Reisezugwagen, die im S-Bahn- sowie Regional- und Fernverkehr eingesetzt werden. Sie sind seit 1980 im Einsatz und wurden von SGP und den Jenbacher Werken gebaut. In den Jahren 1995 bis 2006 wurden sie einer Modernisierung unterzogen, erhielten ab 1996 das CRD2000-Design und eine neue Innenausstattung, nach Ausmusterung der Schlierenwagen stellten sie das Rückgrat des Personennahverkehrs in Österreichs dar.

## Geschichte
Im Jahr 1980 folgte nach den Schlierenwagen eine neue Serie (auch als „lange Schlieren“ bezeichnet), die die UIC-Standardlänge von 26,40 Metern besitzt. Ansonsten wurden sie nach den gleichen Baugrundsätzen (niedrige Wagenhöhe, kleinere Räder, Leichtbauweise) wie die Schlierenwagen gebaut. Die Wagen erhielten nun Übersetzfenster und Schwenkschiebetüren und waren für eine Höchstgeschwindigkeit von 160 km/h konzipiert. Sie wurden daher in den 1980er und 1990er Jahren überwiegend in InterCity-, Schnell- und Eilzügen verwendet und kamen dadurch auch in die Nachbarländer Deutschland und Schweiz. Gebaut wurden die Typen Bmpoz, ABmpoz, Ampoz, BDmpsz und BRmpz (das „o“ in der Bezeichnung entfiel 1981). In der ersten Klasse waren 18, in der zweiten Klasse 20 Sitzreihen in Gegenüberanordnung untergebracht. Der große Sitzteiler kam dabei auch der Gepäckunterbringung zwischen den Rückenlehnen zugute.
Der erste Halbgepäckwagen 82-75 000-2 der Gattung BDmpsz verließ am 19. April 1982 die Jenbacher Werke und wurde dem Wiener Westbahnhof zugeteilt. Die Wagen verfügten über 40 Sitzplätze, ein Zugführerabteil sowie einen Gepäckraum mit einem Fassungsvermögen von 4,3 Tonnen. Im Gegensatz zu den Schlierenwagen der Reihe 82-35 war es bei diesen Wagen aufgrund des Seitenganges möglich, durch den Wagen zu gehen, wodurch die Wagen nicht mehr am Zugschluss eingereiht werden mussten.
Am 22. April 1982 erfolgte die Auslieferung des ersten Halbspeisewagens 85-75 000-9 der Gattung BRmpz, der ebenfalls dem Bahnhof Wien West zugeteilt wurde. Von den 41 Sitzplätzen befanden sich 29 Plätze im Speiseraum, welcher vom Fahrgastraum durch eine Glasdrehtür getrennt ist. Im Fahrgastraum war es möglich, durch Einstecktischchen, die an den vorhandenen Fenstertischen angehängt werden können, aus den drei Sitzkarrees zusätzliche Buffetplätze zu machen. Später erfolgte bei 10 Wagen der Umbau zu Vollspeisewagen.

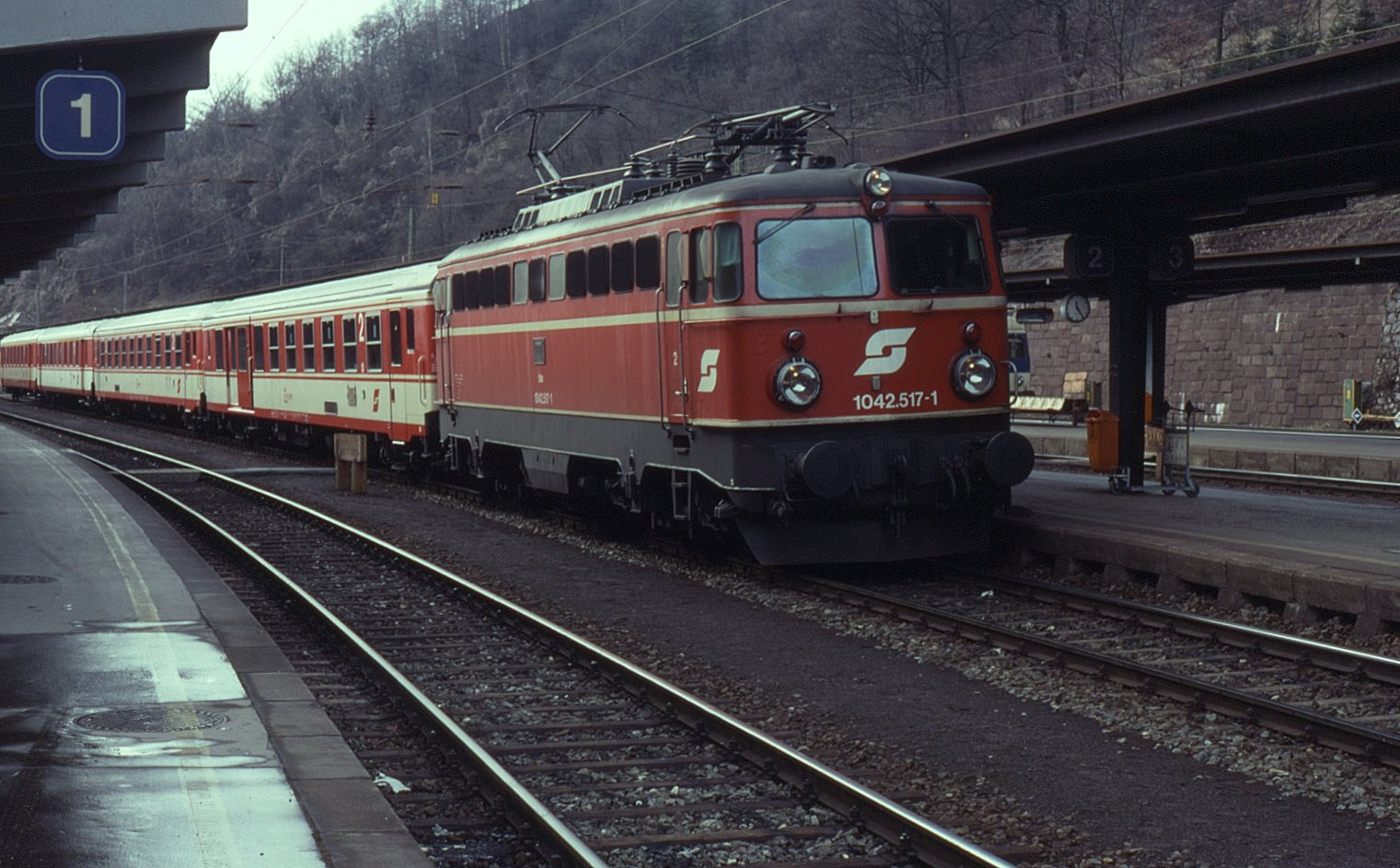
Regionalzug mit zwei Inlandsreisezugwagen in originaler Jaffa-Lackierung, gefolgt von Schlierenwagen

In den 1990er Jahren begann man gleichzeitig mit dem Umbau der Halbgepäck- und Speisewagen in Steuerwagen (siehe unten), die Wagen 2. Klasse (Bmpz) wurden mit einer durchgehenden Steuerleitung für den Wendezugbetrieb zu versehen (Bmpz-l). Gleichzeitig änderte man die Grundfarbe der Wagenkästen von Elfenbein zu Grauweiß. Nach dem Erscheinen der Doppelstockwagen und der rot/grauen CRD-Lackierung wurden die 20-75 ebenfalls in diesem Schema lackiert.
Mit Einführung des CityShuttle im Nahverkehr der ÖBB wurden alle 20-75 in die Reihe 21-73 (gleiche Innenausstattung wie bei den Doppelstockwagen, schwarze Fensterrahmen) umgebaut – die Ampz- und ABmpz-Wagen wurden zu den Reihen 21-73.8, 21-73.9 und 39-73.1 umgebaut:
- Die Reihe 21-73.8 entstand aus den 40 deklassierten 1. Klasse-Wagen der Reihe 29-75 (ehemals 19-75). Die Wagen besitzen nur drei 4er-Sitzgruppen in der Wagenmitte, in den ersten beiden Reihen fehlt der jeweilige Gangsitz. Äußerlich sind die Wagen durch den großen Fensterabstand und die Fensteranzahl (9 statt wie üblich 10) leicht erkennbar.

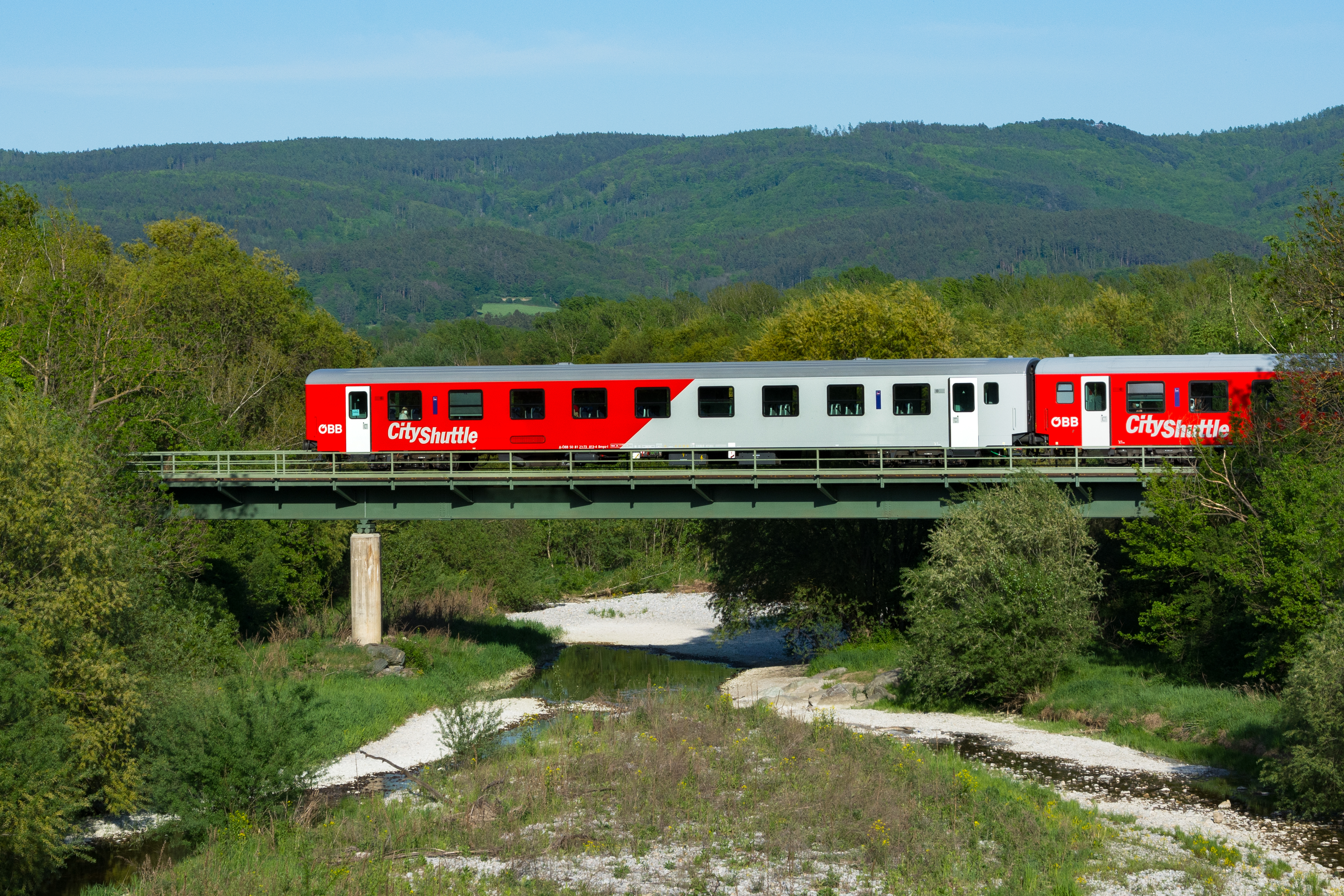
Außenansicht des 21-73 813-4.
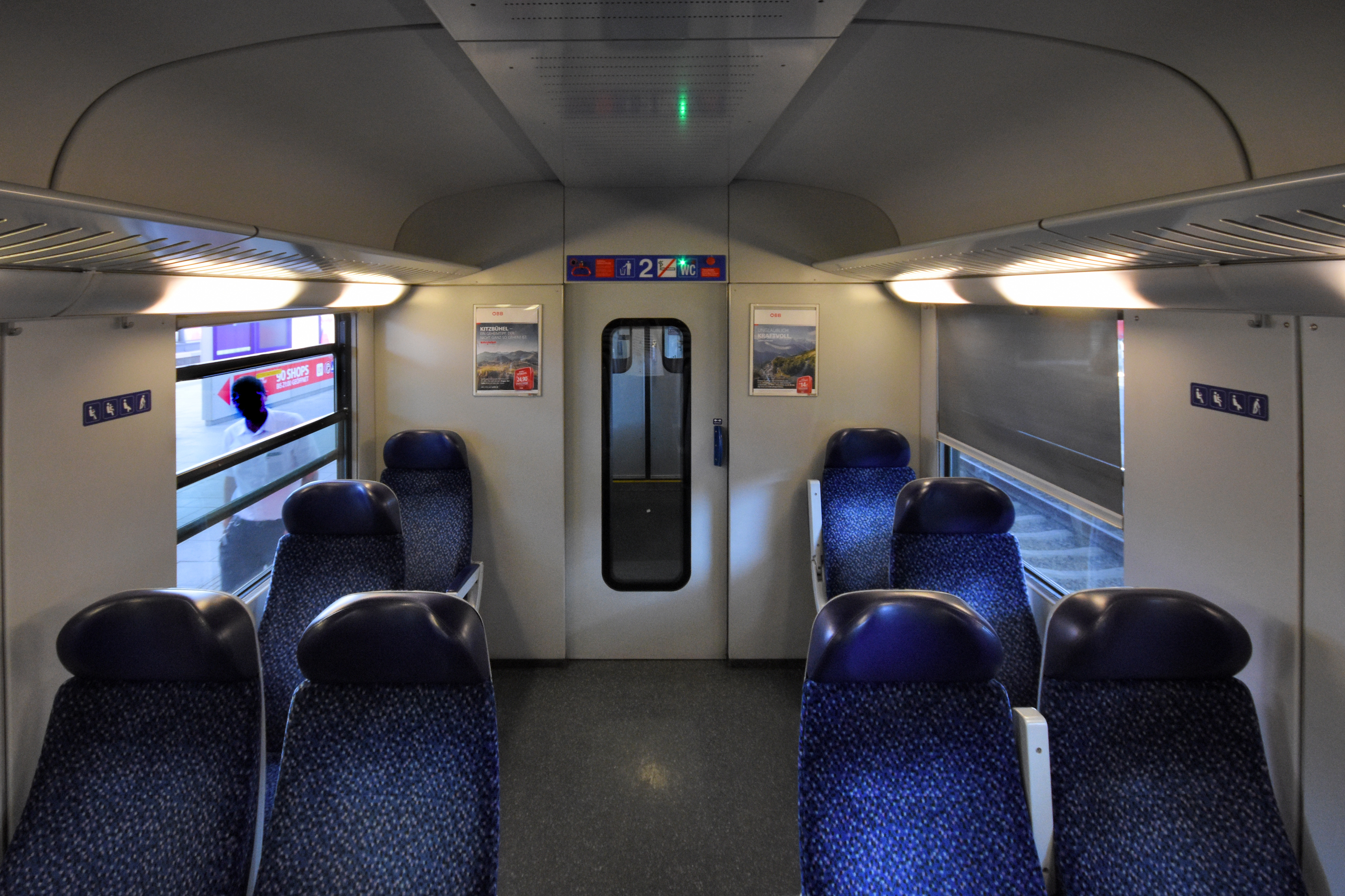
Erste Sitzreihen mit fehlenden Gangsitzen
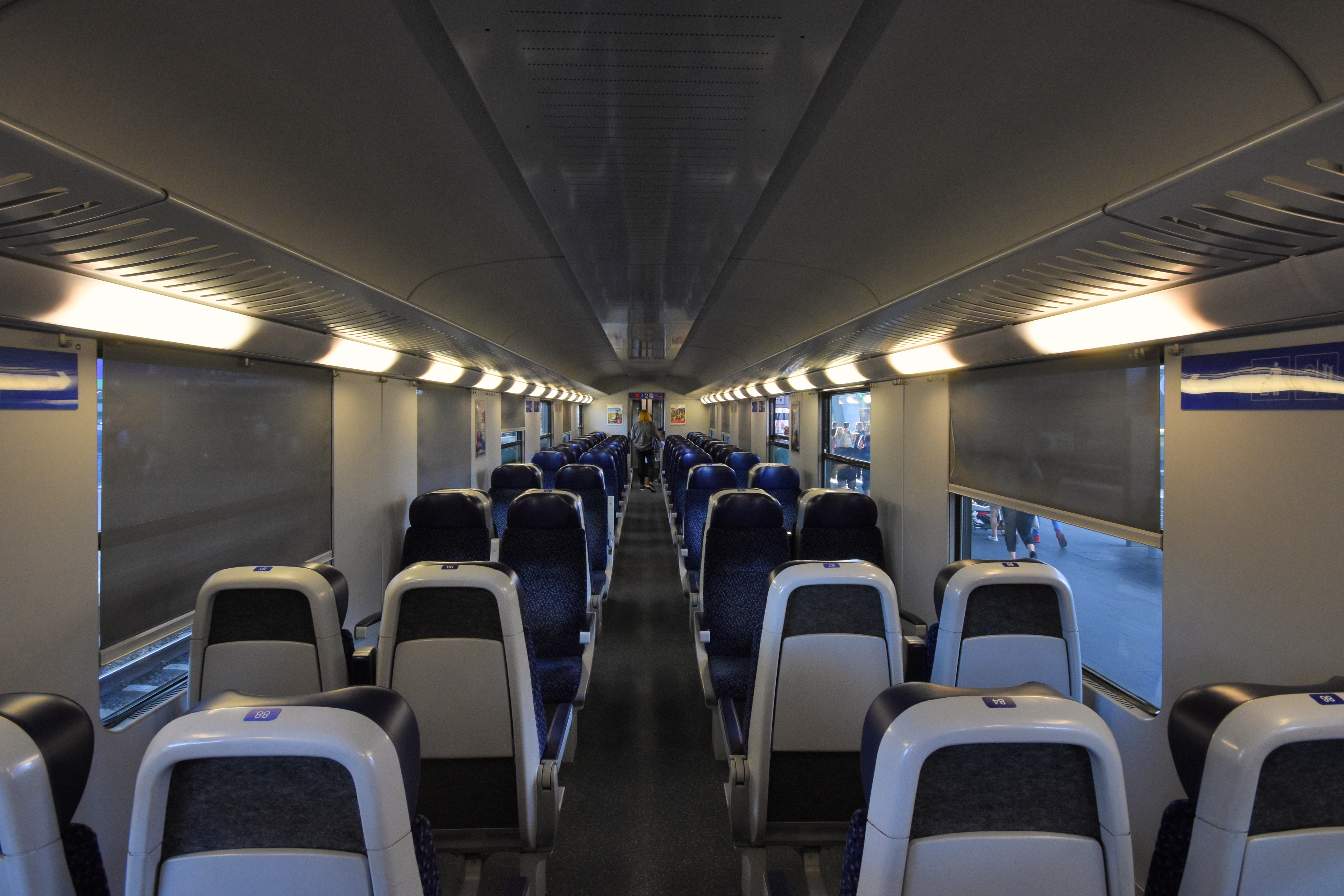
4er-Sitzgruppen in der Wagenmitte

- Zehn ehemalige ABmpz-Wagen waren für den Umbau in Bmpz-l vorgesehen, wobei nur die Wagen 29-75 101 und 104 zu den Wagen 21-73 901 und 902 umgebaut wurden. Die Wagen unterscheiden sich von jenen der Reihe 21-73.0 durch die geänderte Sitzaufteilung (höherer Anteil von Plätzen mit Fensterflächen).
- Die restlichen acht ABmpz-Wagen wurden zur Reihe 39-73.1 umgebaut und besitzen einen 1. Klasse-Bereich mit roten statt blauen Sitzgarnituren und wurden ursprünglich auf den Salzach-Sprintern zwischen Salzburg und Wörgl eingesetzt.
- Die Wagen der Reihen 21-73.9 und 39-73.1 wurden im Jahr 2012 mit einem Fahrradabteil mit 24 Stellplätzen ausgestattet und tragen seitdem die Bezeichnung Bmpvz-l mit den Nummern 84-73 000 bis 009.

Bei den Bmpz-l wurde die Sitzanordnung teilweise auf Reihenbestuhlung geändert und der Sitzreihenabstand ohne Rücksicht auf den Fensterabstand reduziert, so dass jetzt 22 Sitzreihen in einem Wagen zweiter Klasse zu finden sind; die Kapazität beträgt jedoch weiterhin 80 Sitzplätze, weil im Eingangsbereich auf jeder Seite nur ein Sitzplatz angeordnet wurde. Nach dem Umbau gibt es nur noch ein WC, am anderen Wagenende wurden Ski- beziehungsweise Fahrradabstellplätze eingerichtet.

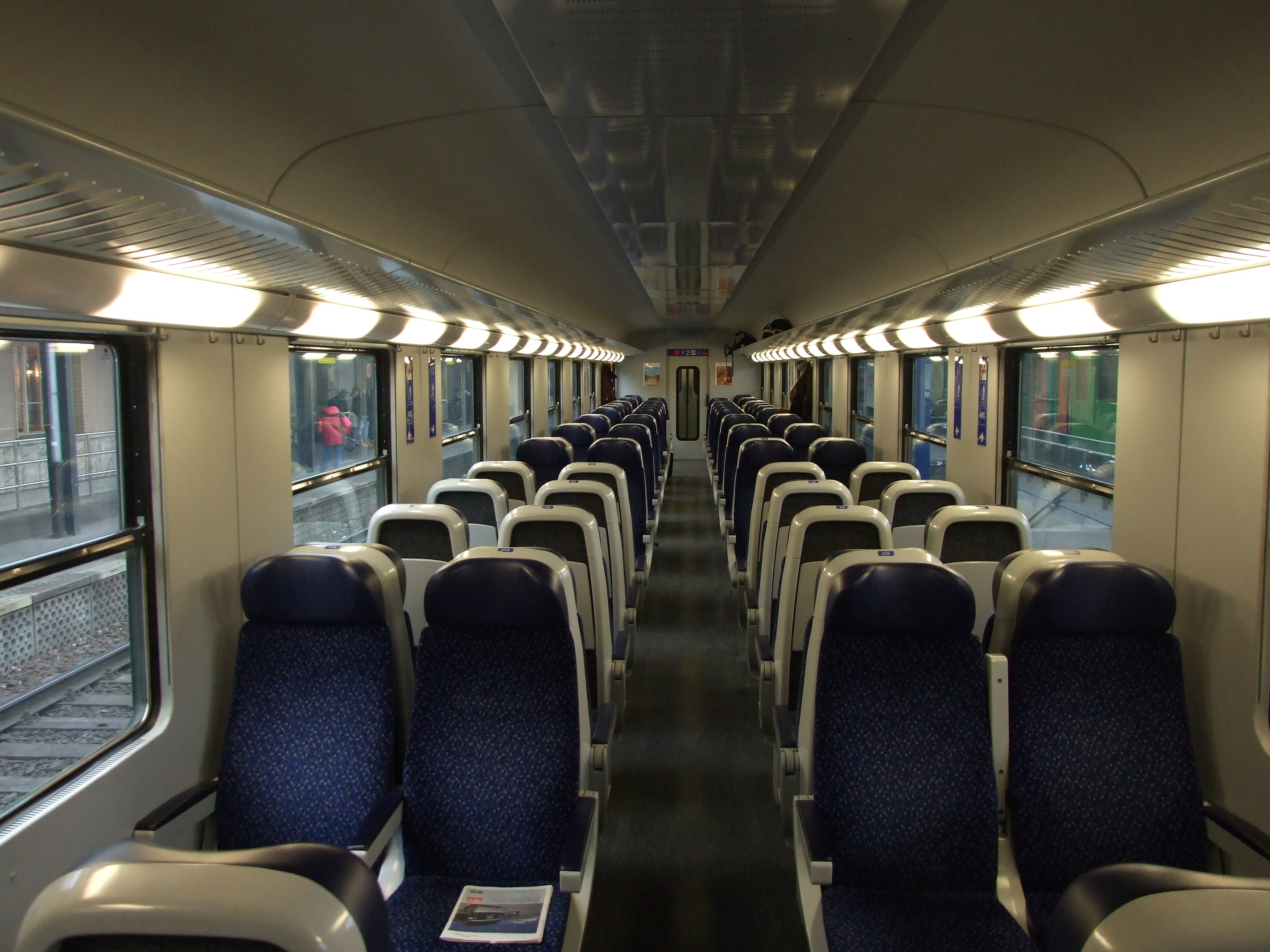
Innenraum eines Inlandsreisezugwagens mit neuen Sitzbezügen (Bmpz-l)
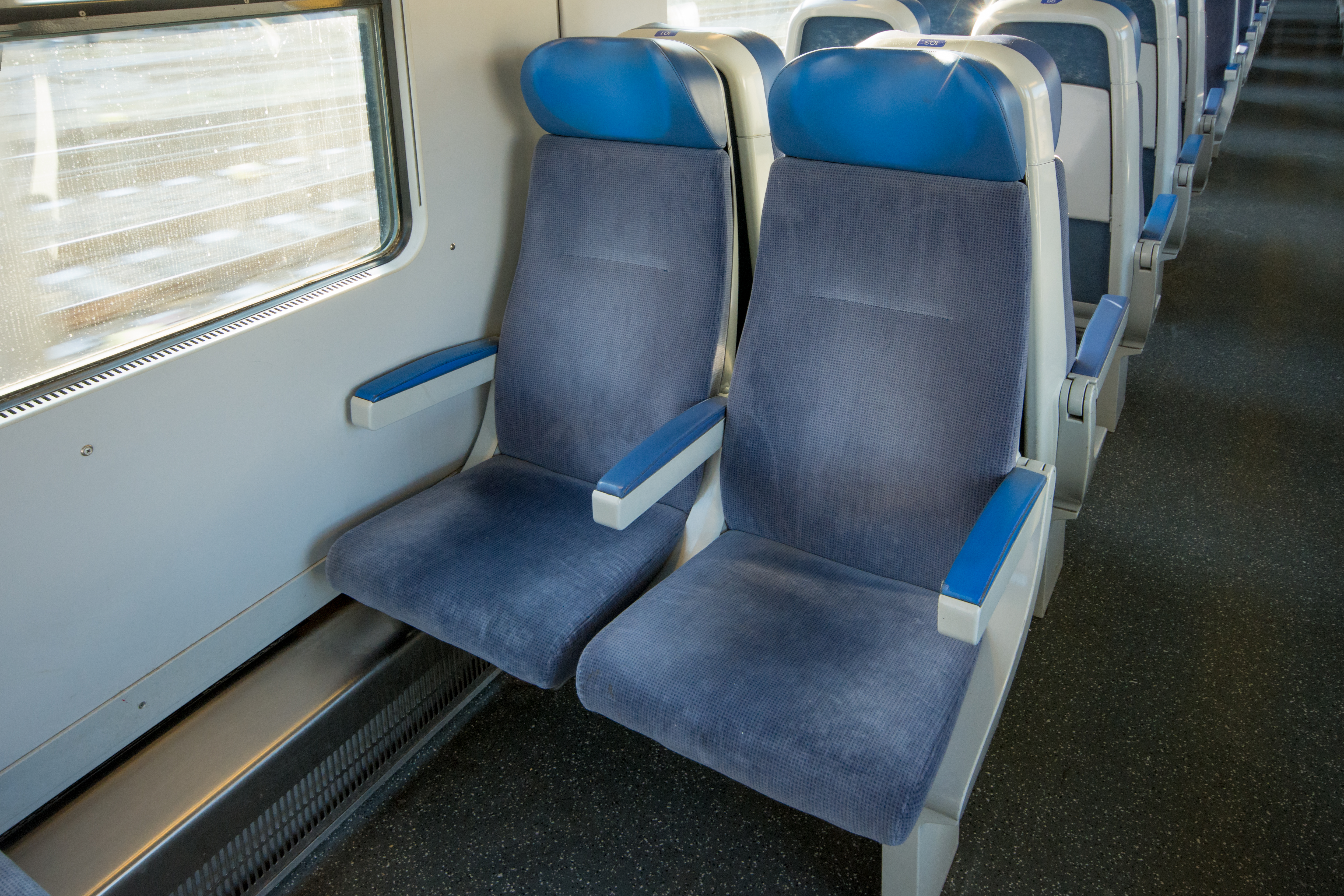
Alte Sitzbezüge in einem Bmpz-l
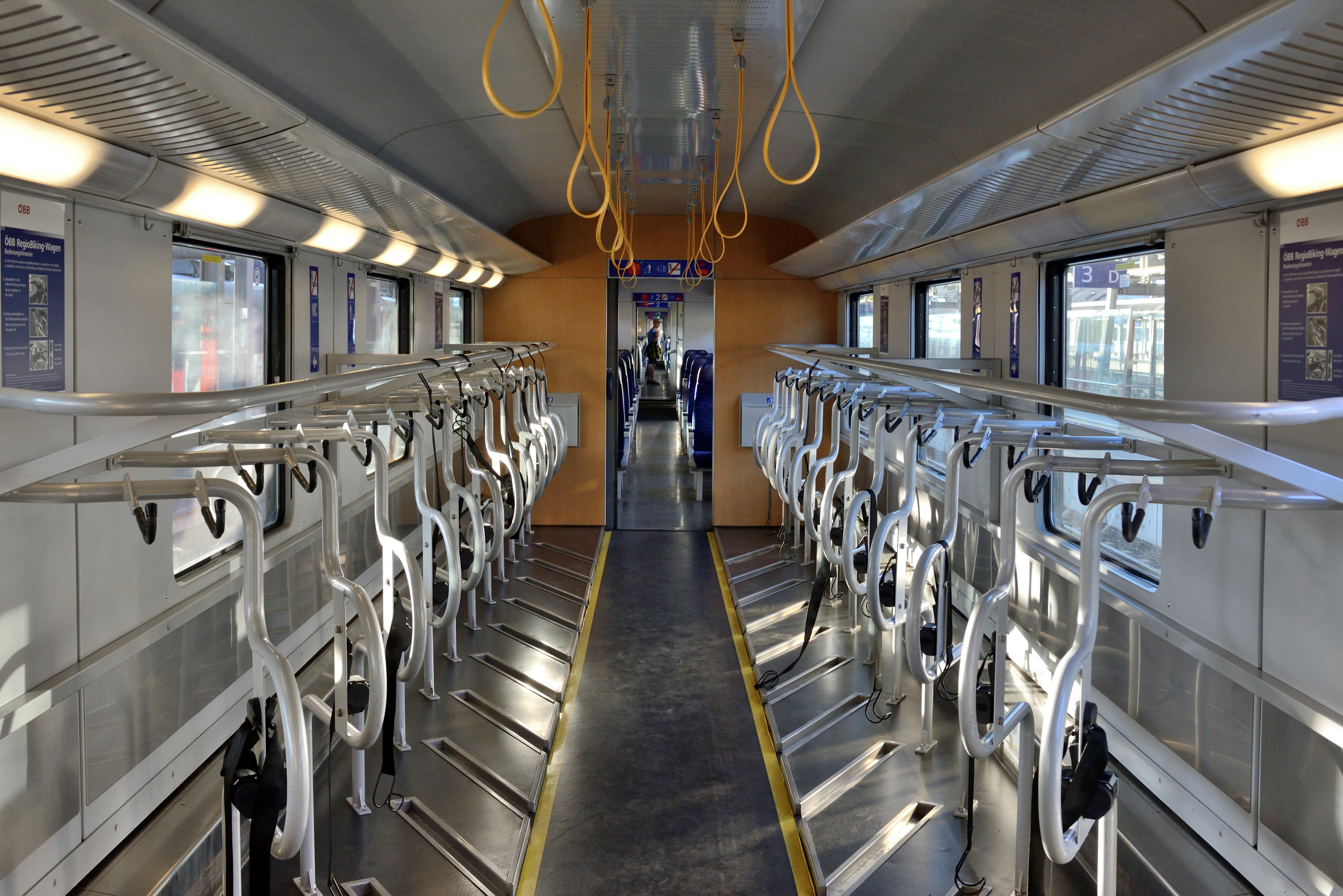
Fahrradabteil in einem Bmpvz-l
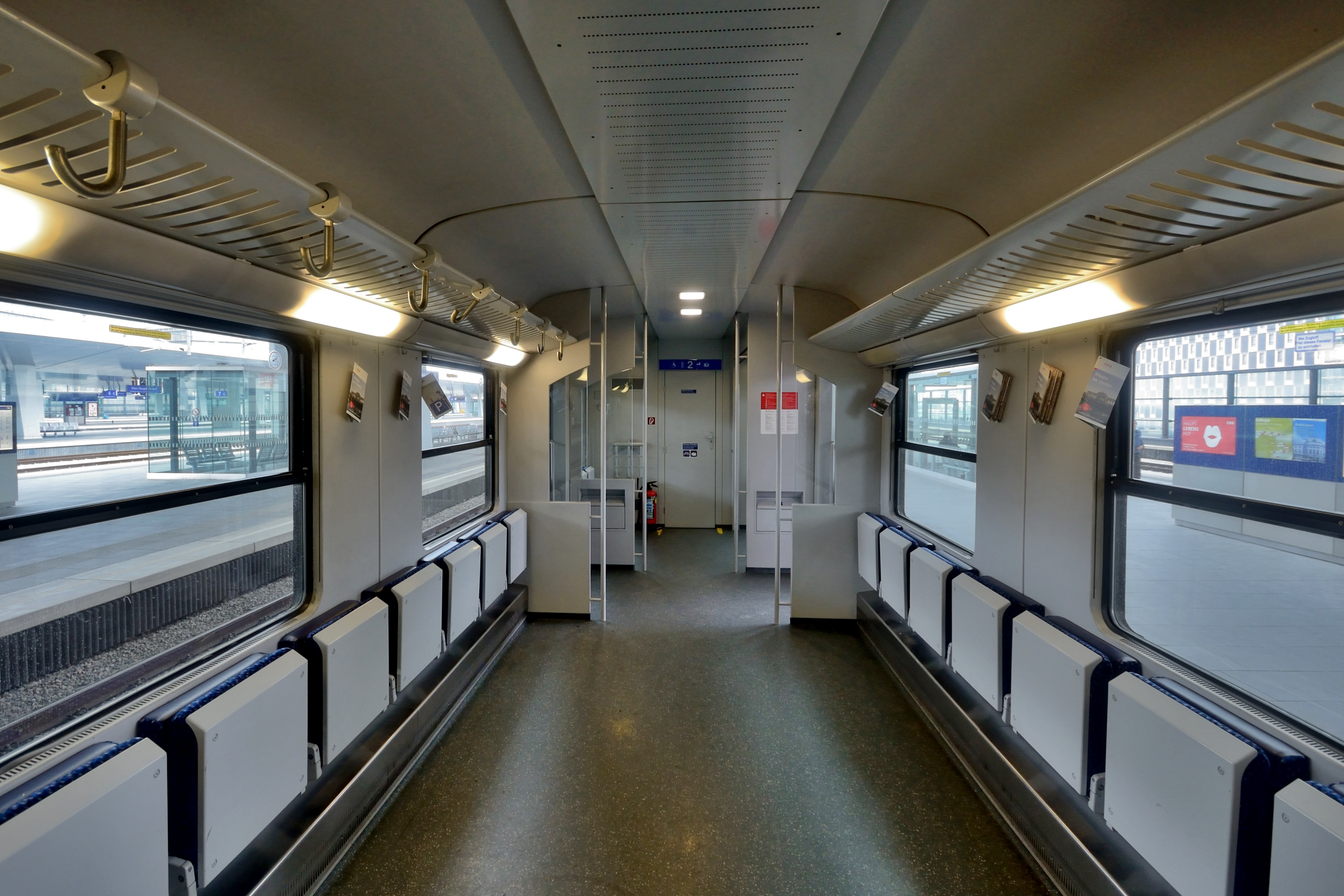
Mehrzweckabteil in einem Steuerwagen (Bmpz-s)
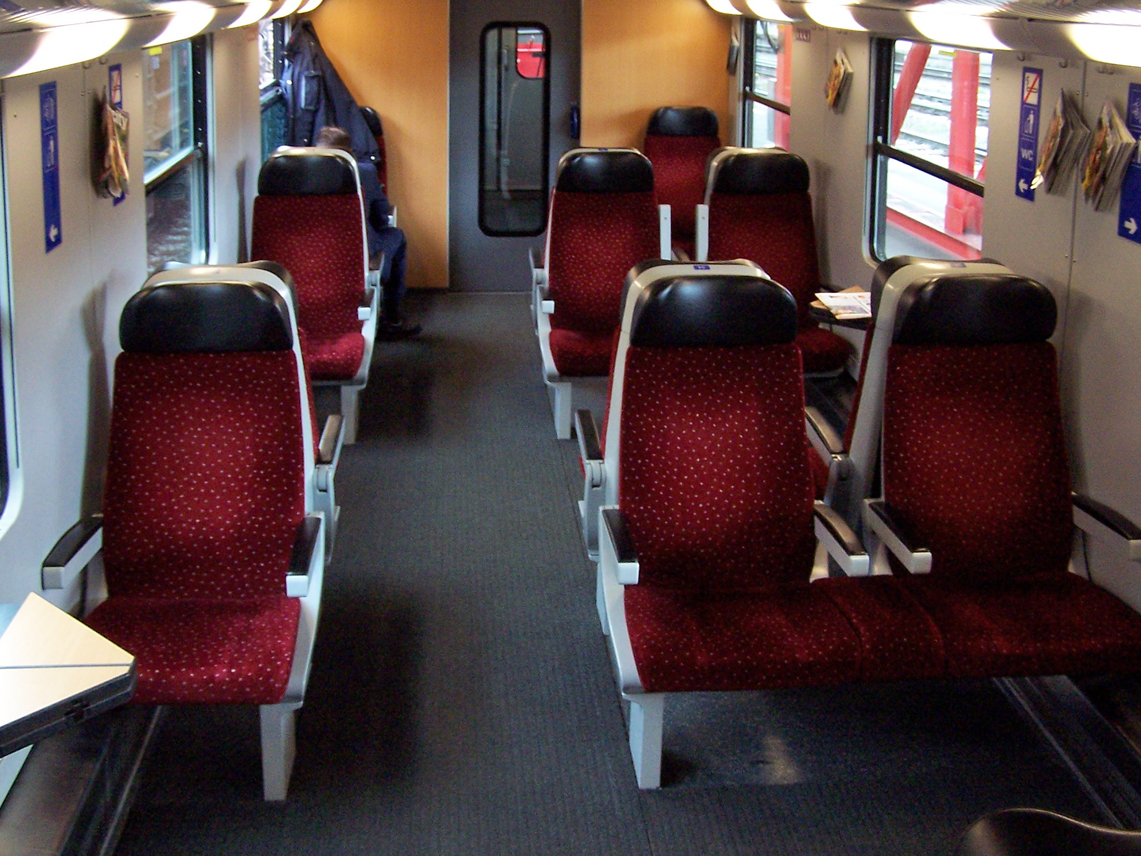
Früherer 1. Klasse-Bereich (ABmpz-l)

## Steuerwagen

### Entstehung der Steuerwagen
Mitte der 1990er Jahre begann in den TS-Werken Floridsdorf und St. Pölten der Umbau in Wendezugwagen, bei dem 152 Zwischenwagen zu Steuerwagen (Bmpz-s) umgebaut worden sind:
- 102 Stück der Reihe 82-75 (Halbgepäckwagen)
- 15 Stück der Reihe 85-75 (Buffetwagen/Halbspeisewagen)
- 10 Stück der Reihe 88-75 (Speisewagen)
- 25 Stück der Reihe 20-75 (Sitzwagen 2. Klasse)

Den Anfang machte der Prototyp 82-75 000-0, welcher 1995 im Werk St. Pölten fertiggestellt wurde. Bei diesem Wagen handelt es sich um den ersten Steuerwagen im Bereich lokbespannter Züge, der bei den ÖBB zum Einsatz kam, und zugleich um den ersten zukünftigen CityShuttle Steuerwagen Bmpz-s 80-73. Heute ist dieser Wagen mit der Nummer 80-73 006-3 unterwegs. Nachdem die Wagen 80-75 000 bis 02, welche ursprünglich 82-75 Halbgepäckwagen waren, im Werk St. Pölten in den Jahren 1996 und 1997 fertiggestellt wurden, pausierte man mit dem Umbau dieser Halbgepäckwagen und man begann die Halbspeisewagen 85-75 umzubauen. Diese Wagen erhielten die Nummern 80-75 075 bis 083. Das Werk Floridsdorf wurde ebenfalls mit dem Umbau der Steuerwagen beauftragt und lieferte noch im Jahr 1997 seinen ersten Steuerwagen. Allerdings nicht als 80-75, sondern als 80-73 mit moderner Inneneinrichtung und den CityShuttle Logos. Hierbei handelt es sich um einen umgebauten Speisewagen 88-75, welcher nach dem Umbau die Nummer 80-73 095-6 trug. Kurz darauf wurden im Werk Floridsdorf auch die restlichen neun Speisewagen umgebaut, sie bekamen die Nummern 090 bis 099. Sie unterscheiden sich von den restlichen Steuerwagen hauptsächlich durch eine andere Fensteraufteilung, welche aus einer anderen Sitzaufteilung entstand, und an den abgeänderten Bodenaufbauten, die für den Betrieb des Speisewagens notwendig waren. Zeitgleich wurden die restlichen 85-75 im Werk St. Pölten zu 80-73ern umgebaut und erhielten die Nummern 084 bis 089.

### Lack und Beschriftung

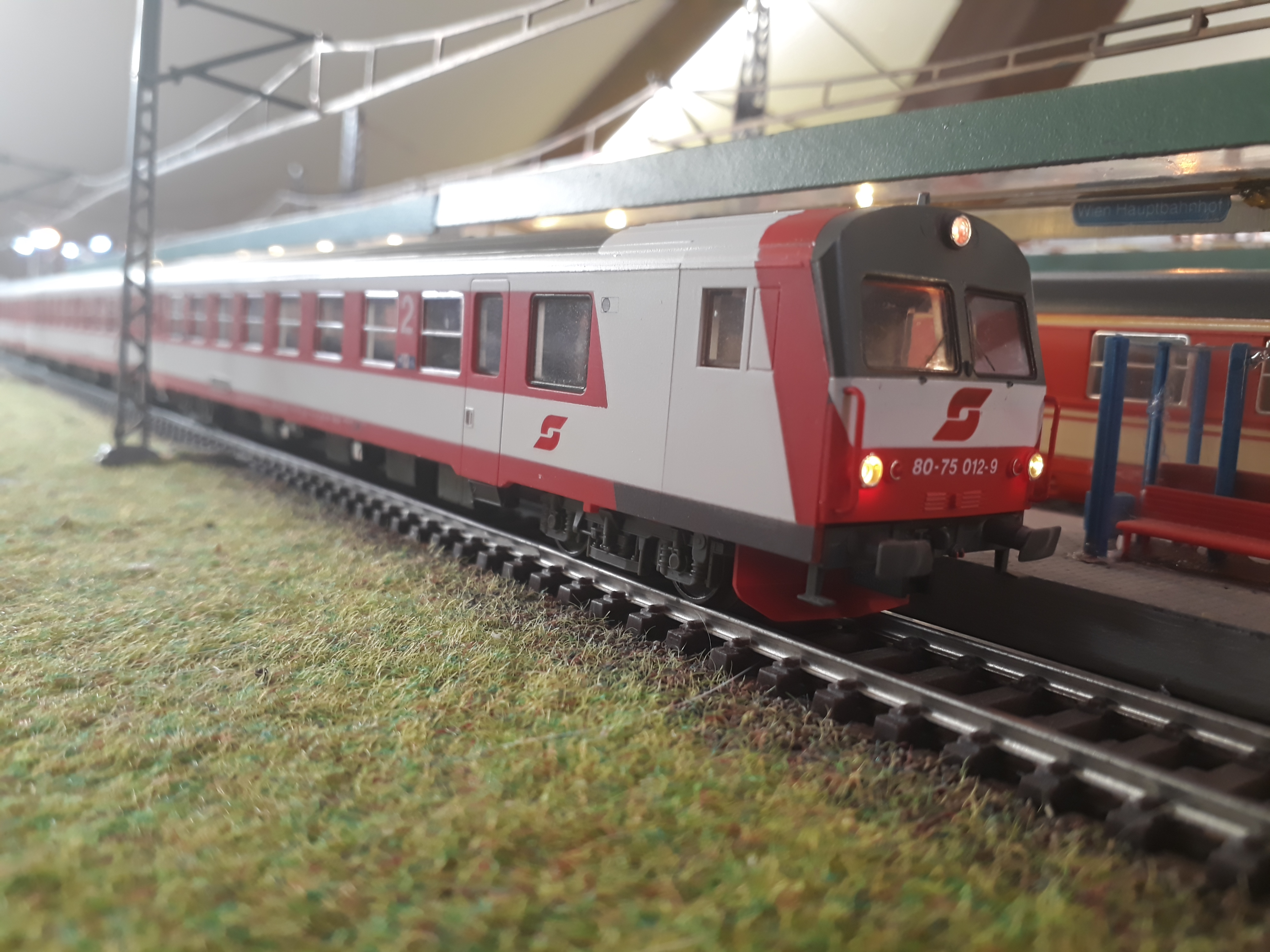
H0-Modell des letzten im Sparlack lackierten Steuerwagens

Die ersten 12 neuen Steuerwagen, 80-75 000-010 und 80-75 012, trugen noch nicht das heutige CityShuttle-Design (CRD 2000), welches im Laufe der Jahre bei allen Wagen Einzug hielt, sondern den von Wolfgang-Valousek entworfenen Jaffa-Sparlack mit weißem statt beigem Streifen sowie dem „Pflatsch“-Logo. Aufgrund dessen besaßen sie noch rote statt graue Schneeräumer. Der Steuerwagen 80-75 012 war der letzte im Valousek-Design, denn der erst später fertiggestellte 80-75 011 und alle ab Ordnungsnummer 013 wurden bereits im Schrägdesign gespritzt. Nach einer Modernisierung der gesamten Flotte bekamen auch die ersten 12 Wagen das heutige CRD 2000-Design. Als Hauptfarben dominieren RAL 3020 (Verkehrsrot) und NCS 2502 (Hellgrau). Die Einstiegstüren sind in RAL 9016 (Verkehrsweiß) gehalten, das Fahrwerk und die Umrandung der Stirnfenster in RAL 7022 (Umbragrau), sowie das Dach in NCS 7075 (Dunkelgrau).
Die ersten 43 Steuerwagen gingen noch als Reihe 80-75 in Betrieb, den im Schrägdesign lackierten fehlte im Gegensatz zu den 80-73 die graue Stirnfensterumrandung (bis Nummer 020 auch die Betriebsnummer an der Front) und ihre Innenausstattung entsprach noch den 20-75. Auch die Klassenziffern und Logos befanden sich bei den CRD 2000 80-75 noch an anderen Positionen. Die Restlichen wurden von Anfang an, mit neuen Sitzen und Wandverkleidungen, als 80-73 bezeichnet. Im Laufe der Zeit wurden jedoch auch die 80-75er zur Reihe 80-73 umgebaut, sodass alle Steuerwagen mit der gleichen Bezeichnung und Ausstattung versehen sind.
Lediglich die oben erwähnten roten Schneeräumer der ersten 11 Steuerwagen wiesen bis ins Jahr 2021 noch auf deren Zeit als 80-75 hin, wobei diese durch Abnutzung sowie Verschmutzung oft nicht zu erkennen waren. Allerdings waren nur noch jene Steuerwagen mit einem roten Pflug versehen, welche noch das Pflatsch-Logo trugen. 80-73 000-6 war im Sommer 2021 der letzte Wagen, bei dem der Schneeräumer im Zuge einer umfangreichen Neulackierung grau gefärbt wurde. Alle anderen zehn Wagen ereilte dieses Schicksal bereits Jahre zuvor. Dies waren 001, 002, 003, 007, 008 sowie seit Mai 2019 auch 010. Der Wagen 80-73 006 durfte bis heute noch seinen alten Lack behalten. Mit Revisionsarbeiten im Werk St. Pölten im Jänner 2020, wurde sein Schneeräumer jedoch grau gefärbt. Die Steuerwagen 004, 005 und 009 wurden an die Ungarische Staatsbahn MÁV verkauft. Mit Einführung der neuen ÖBB-Wortmarke im Jahr 2004, wurden ab den Jahren 2007 und 2008 auch bei den Inlandsreisezugwagen begonnen, das Logo zu aktualisieren. In den Jahren 2007–2008 wurde bei Neulackierungen die ÖBB-Wortmarke mit dem Pflatsch kombiniert, sodass auch das alte Pflatsch-Logo beibehalten wurde. So wurde an den Steuerwagen an der Front (links oben) die neue Wortmarke angebracht und seitlich der Pflatsch beibehalten. Rechts an der Front wurde die Betriebsnummer, kleiner als zuvor, angeschrieben. Ab ungefähr Mitte 2008 wurde das alte Logo vollkommen verdrängt und die Fahrzeuge nur mehr mit der neuen Wortmarke versehen. Bei den Steuerwagen wurde das neue Logo nun zentral an der Front angebracht und die Betriebsnummer darunter. Alle Steuerwagen weisen einen rund 22 Quadratmeter großen Mehrzweckraum für Fahrräder, Kinderwagen und Traglasten auf. Bei den Steuerwagen, die in Linz stationiert sind oder waren, wurde der gesamte Fahrgastbereich als Ruhezone gekennzeichnet.

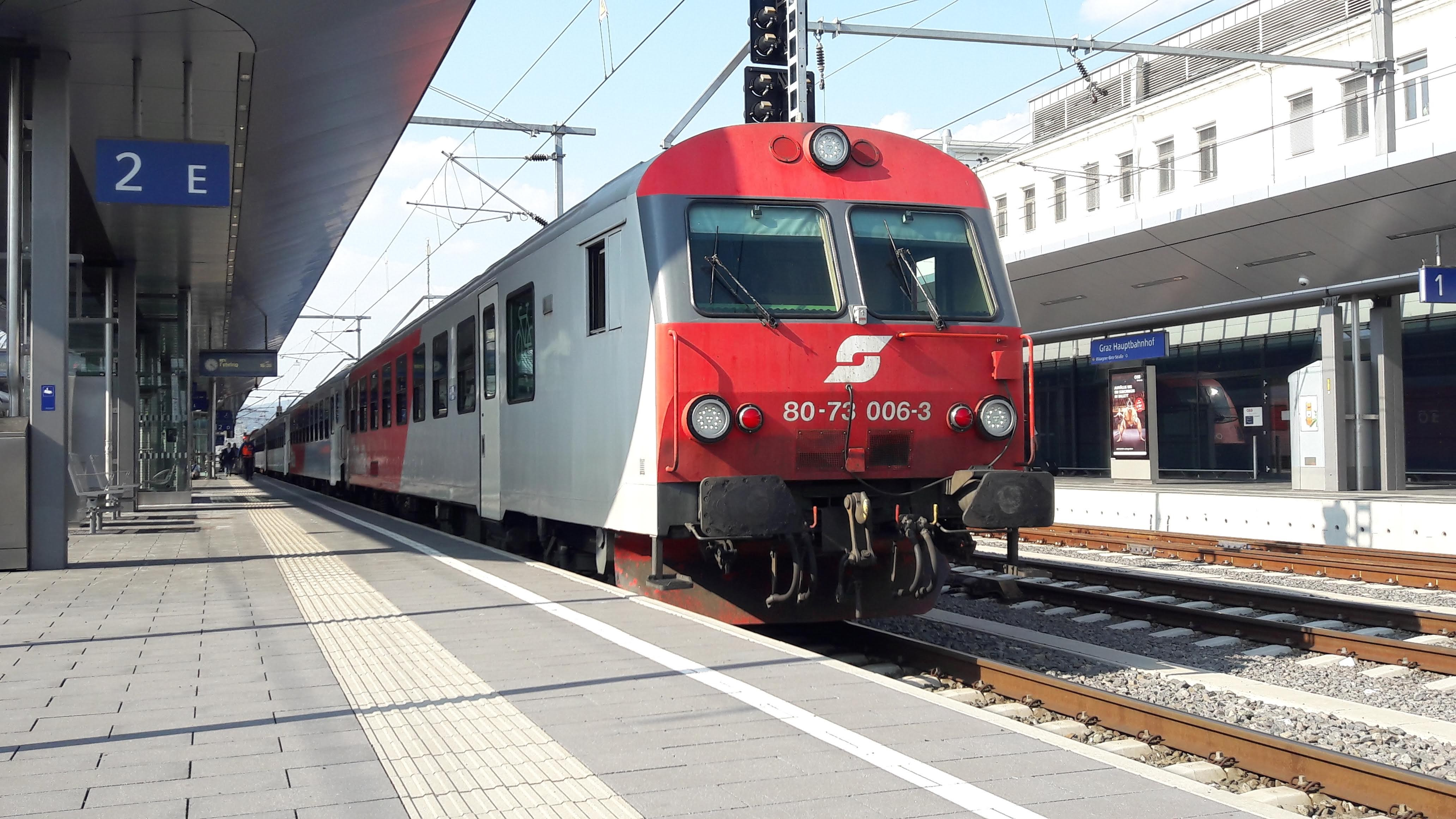
ÖBB 80-73 006-3 behielt seinen ersten Lack im CRD 2000-Design mit historischem Pflatsch-Logo bis heute.
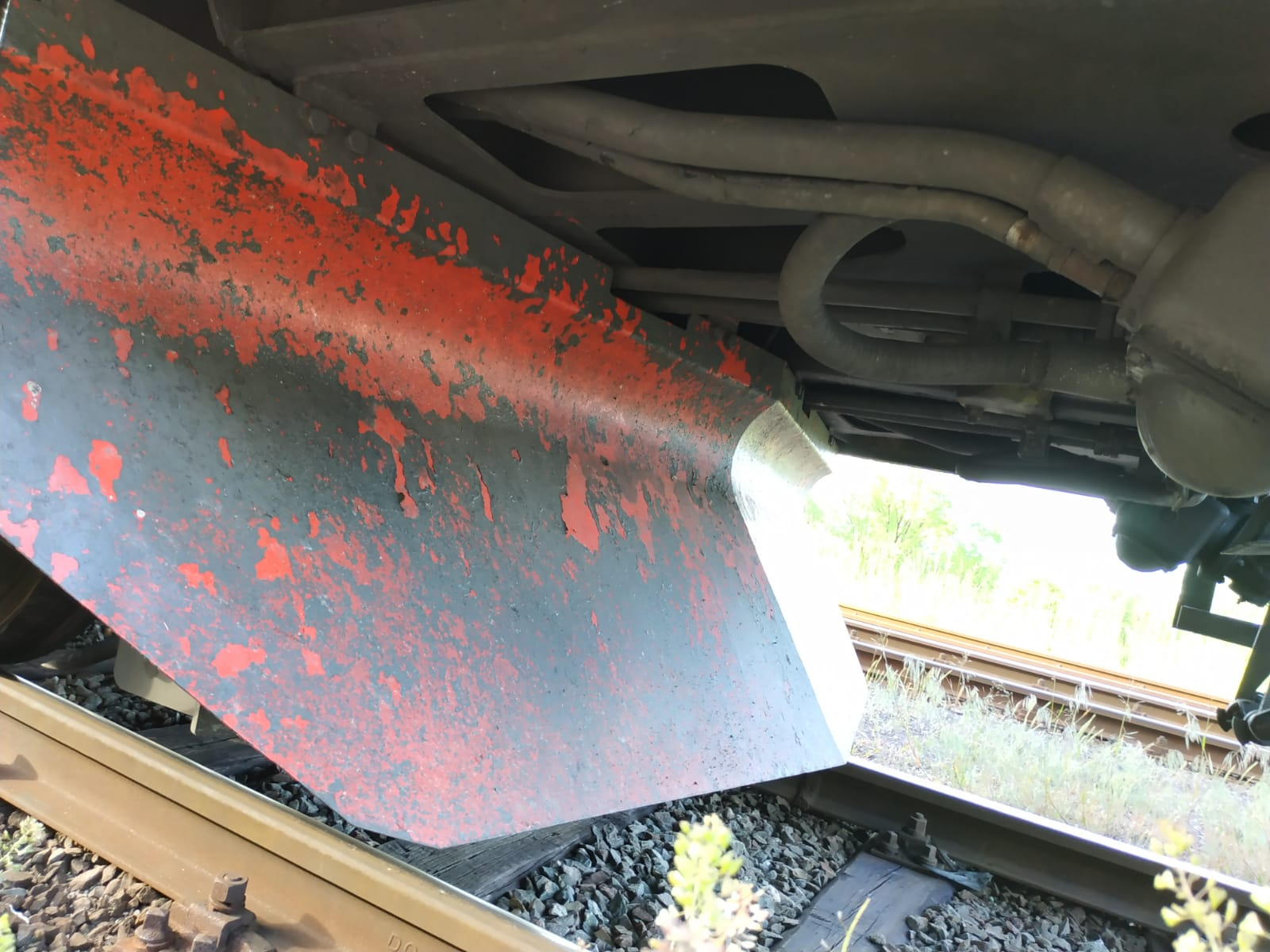
80-73 006-3 besaß bis zum Jänner 2020 noch einen roten Schneeräumer.
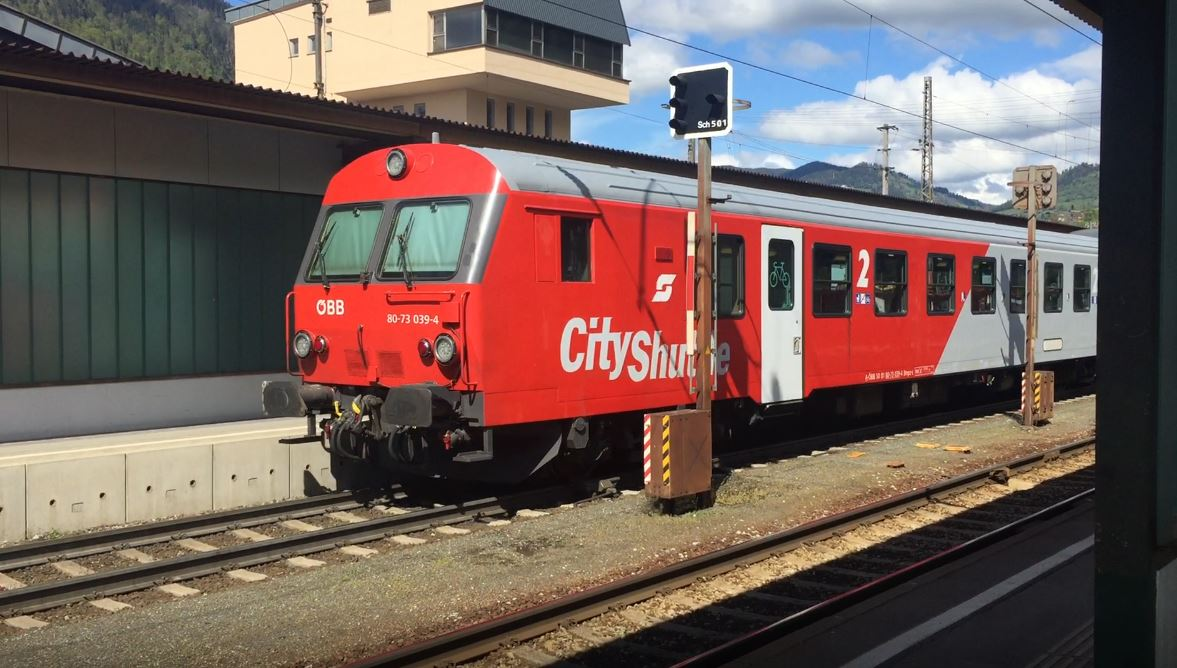
80-73 039-4 ist Ende 2021 der letzte Steuerwagen der mit beiden Logos geschmückt ist. Die ÖBB-Wortmarke befindet sich vorne links unterhalb vom Führerstand, der Pflatsch seitlich.
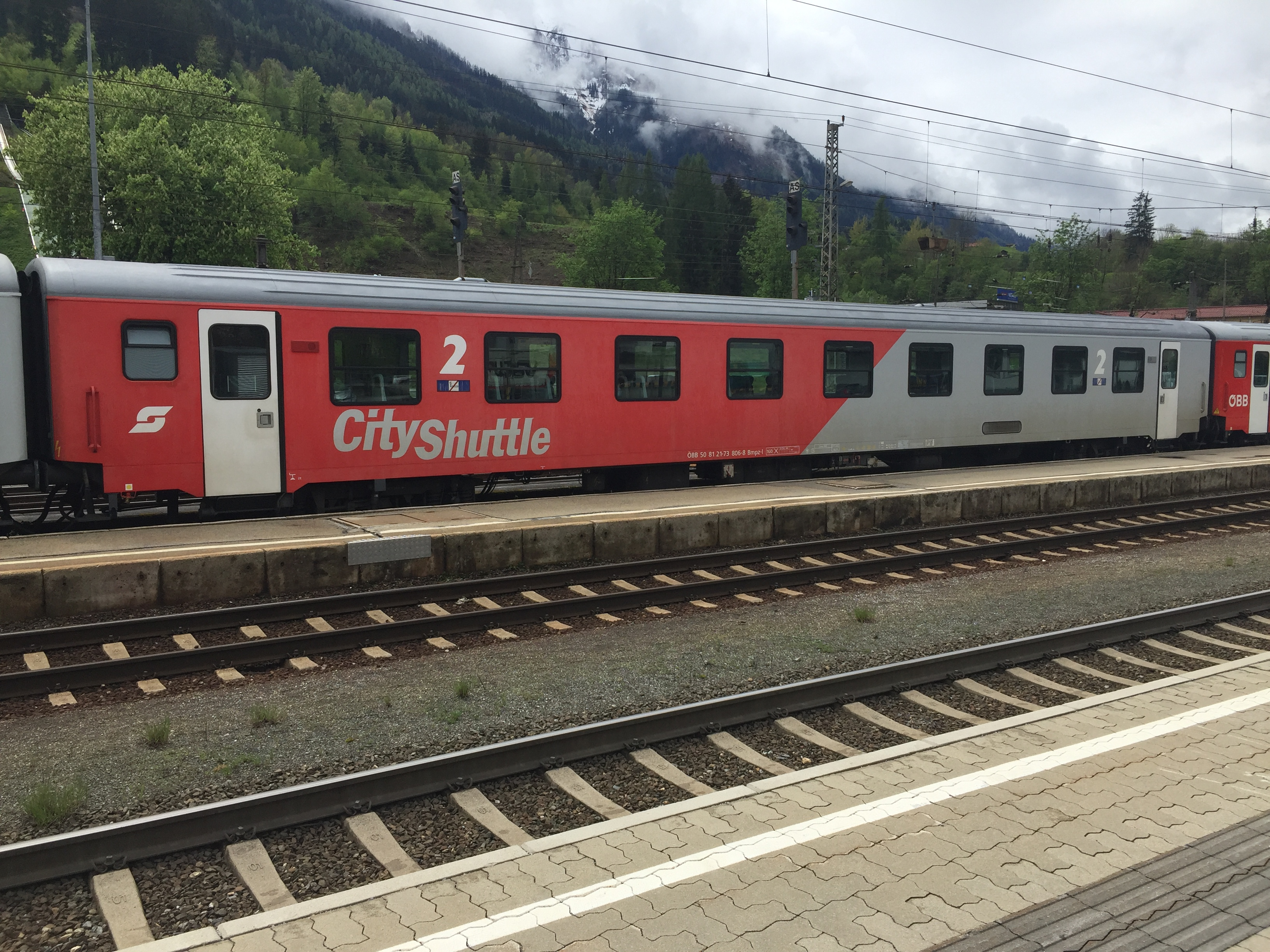
Wendezugwagen 21-73 806-8 erhielt bei einer Neulackierung wieder den historischen Pflatsch und Wagenklassenanzeiger.
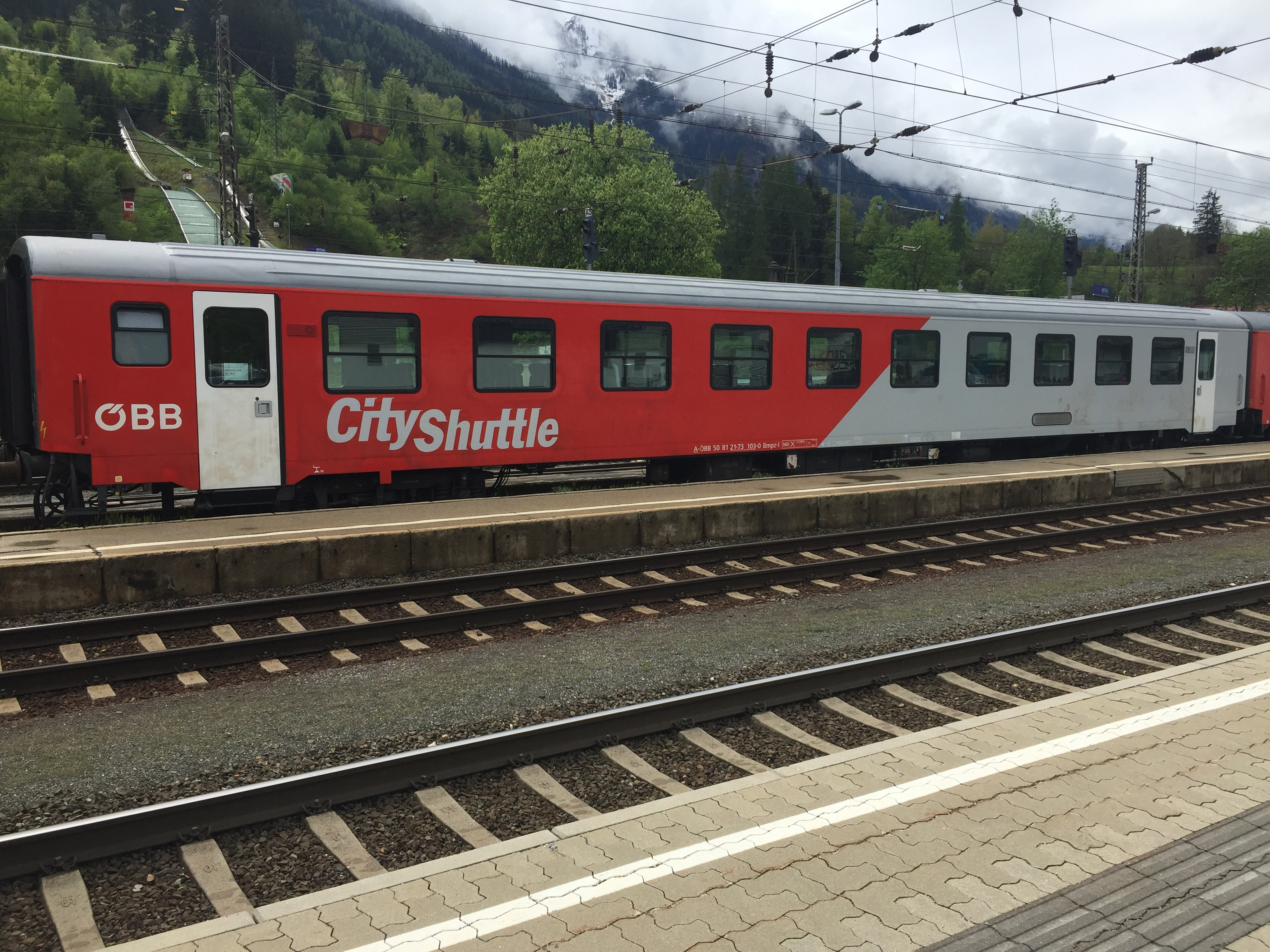
Modernisierter Wendezugwagen 21-73 103-0 in aufgefrischter Lackierung und der neuen ÖBB-Wortmarke.
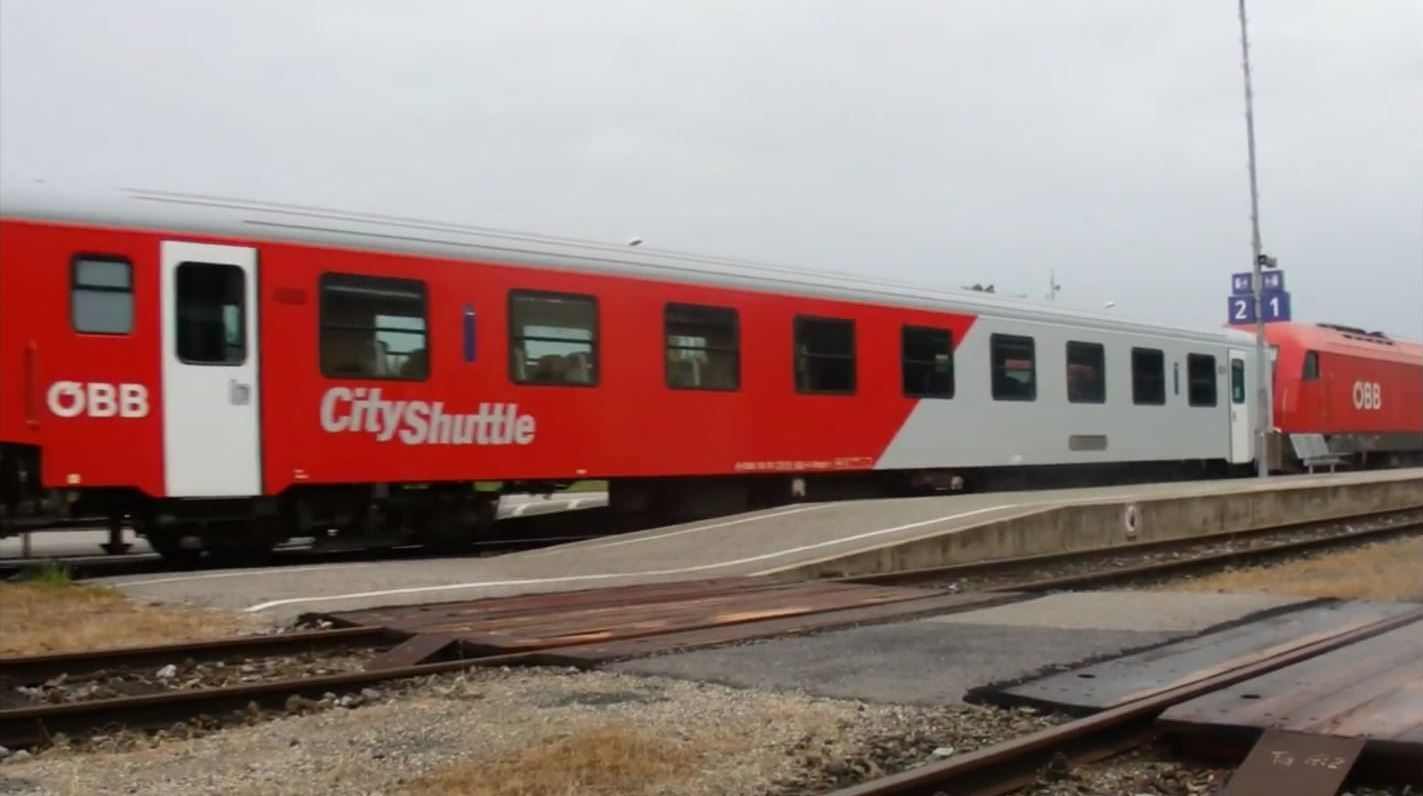
21-73 832 mit kleinem Schriftzug in Friedberg

### Umbau EM160WZ

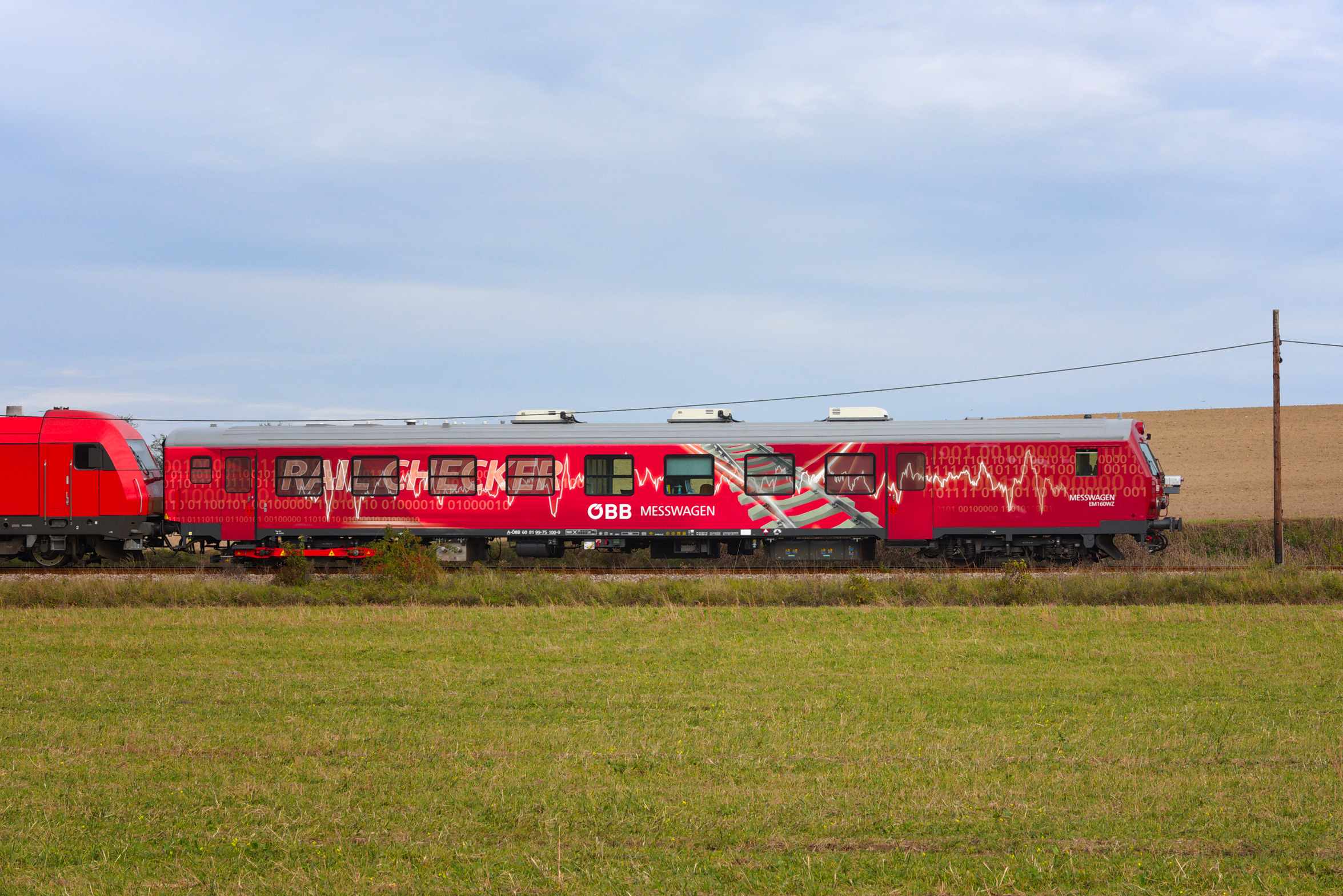
Seitliche Ansicht des Oberbaumesswagens EM160WZ

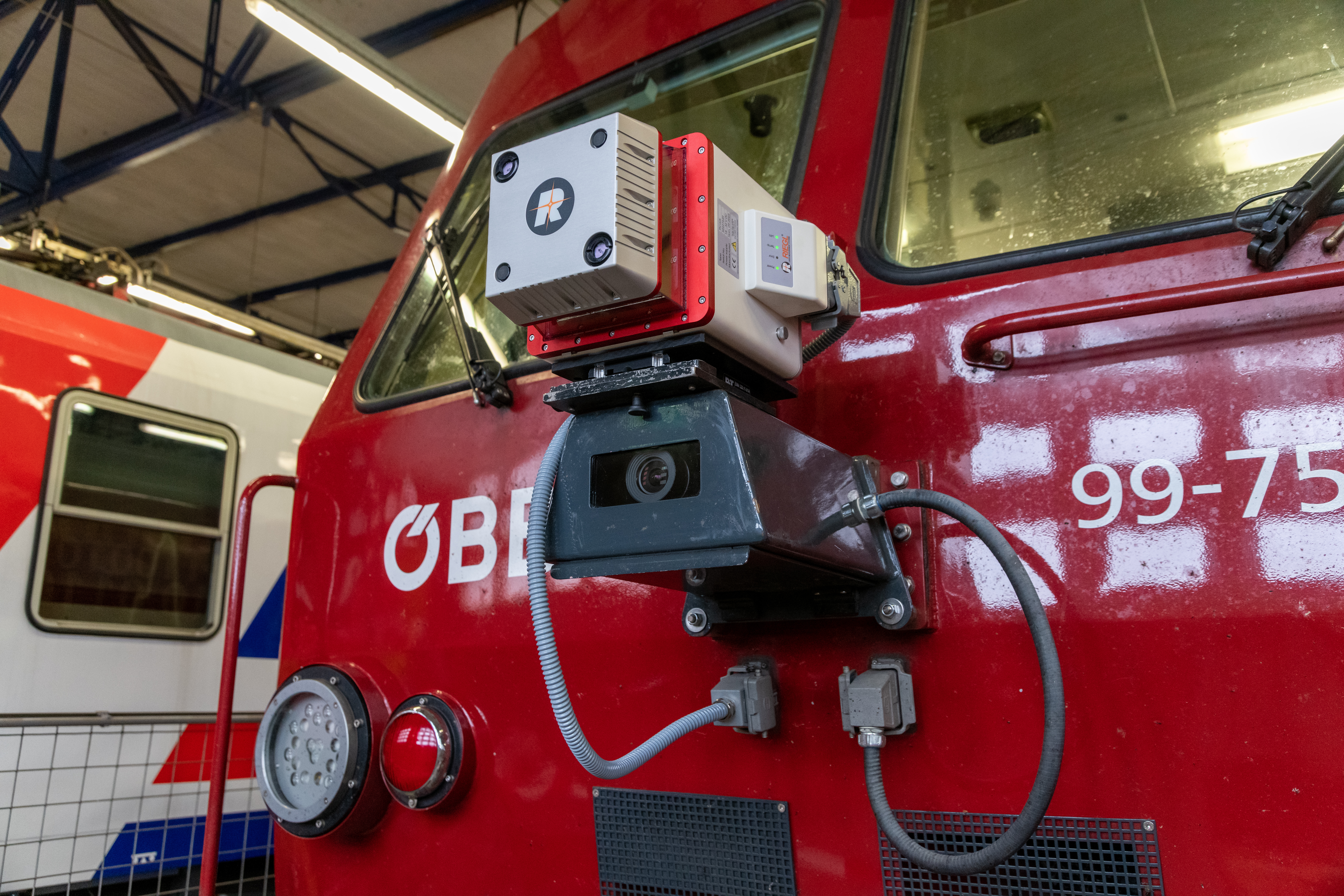
Laserscanner und Kamera an der Front des EM160WZ

Der Steuerwagen Bmpz-s 80-73 049-3 wurde im Jahr 2017 in der ÖBB-Werkstätte St. Pölten in den Oberbaumesswagen EM160WZ mit der Nummer 99-75 100-9 umgebaut und zusätzlich mit einem Besprechungsraum, Messraum, Serverraum, einer Küche, einem Sozialbereich mit WC, Dusche und zwei Ruheabteilen ausgestattet. Als Oberbaumesswagen dient er zur Inspektion des gesamten signalisierten Schienennetzes der ÖBB. Alle 25 Zentimeter werden folgende Messdaten erhoben:
- Spurweite
- Höhenunterschiede der Schienen (Überhöhung, Querhöhe, …)
- Qualität der Schienenlage (Längshöhe, Richtung, Verwindung, …)

Alle 100 Zentimeter werden folgende Messdaten erhoben:
- Ortsbestimmung mittels DGPS
- Messung der Schienenquerschnitte (2000 Messpunkte je Messung)
- Erkennung des Neuprofils und Vergleich zur Messung
- Ermittlung der Abnützungswerte (Höhen- und Seitenabnützung)
- Berechnung der äquivalenten Konizität

## Besondere Wagen
In der langen Einsatzzeit der Wagen hat sich das äußere und innere Erscheinungsbild vieler Wagen einige Male verändert. Einige Veränderungen betrafen nur eine kleine Zahl oder gar nur einzelne Wagen. Nachfolgend einige Beispiele:

### Wagen mit Werbefolien

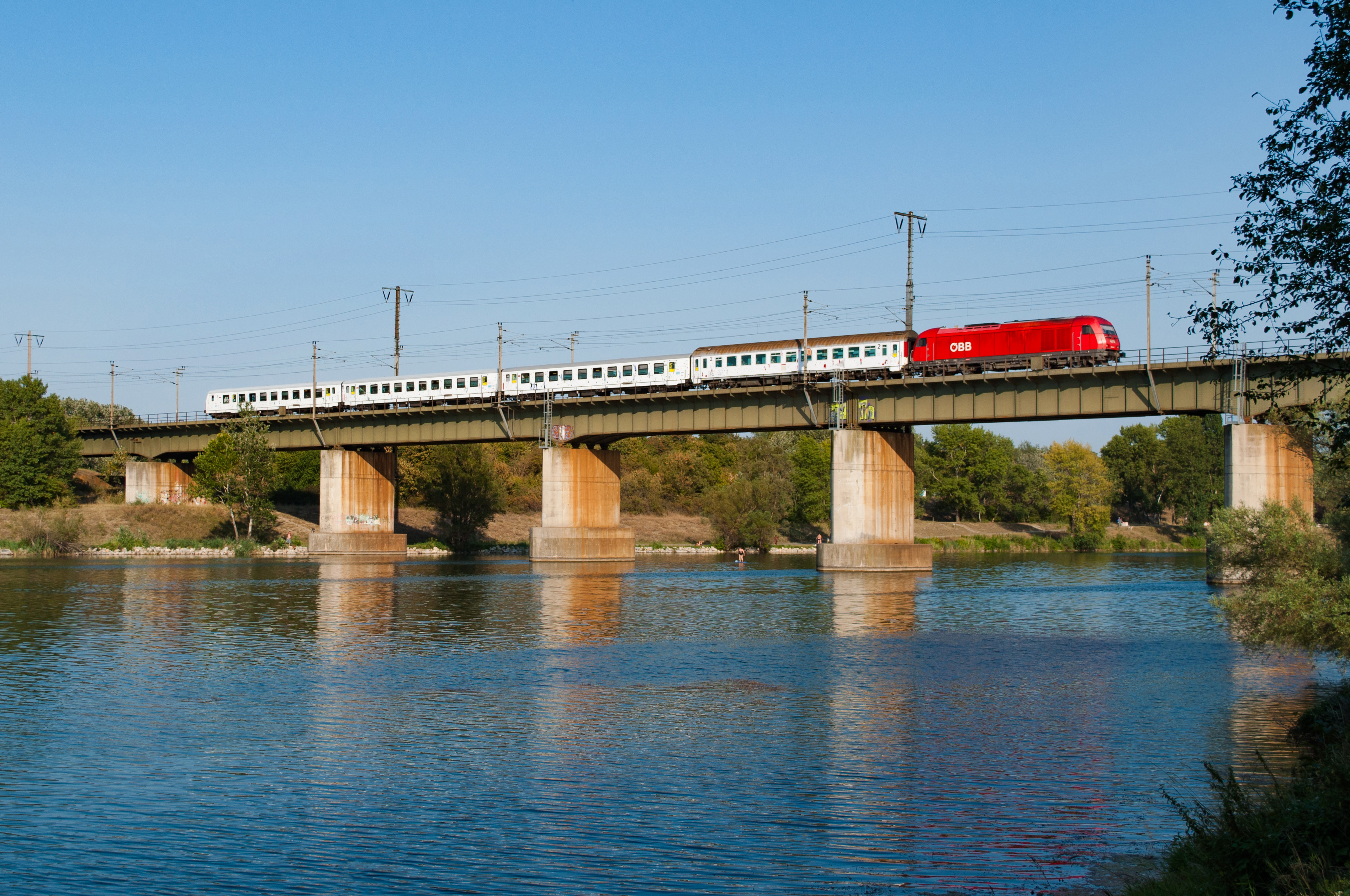
REX mit der „T.R.A.M. – Zeitreise Wien–Pressburg“-Garnitur auf der Stadlauer Ostbahnbrücke

Anlässlich des 150-Jahr-Jubiläums der Eisenbahn in Österreich wurden im Jahr 1987 neun Wagen in Regenbogenfarben lackiert und die Inneneinrichtung durch eine Ausstellung ersetzt. Aus diesen wurde der „Zug der Züge“ gebildet, der an großen Bahnhöfen in Österreich und im angrenzenden Ausland für jeweils ein paar Tage ausgestellt wurde.
Um das Jahr 2010 herum wurde der Zwischenwagen 21-73 284 mit einer Werbung für eine schnelle Verbindung von Wien in das oststeirische Thermenland beklebt. Er trug auf beiden Seiten in der Wagenmitte den grün hinterlegten Schriftzug „Thermen-Express“. Auf beiden Seiten daneben befand sich jeweils ein Logo zweier Thermenbetriebe.
80-73 080 wurde Anfang 2018 gemeinsam mit zwei Zwischenwagen mit einer Werbung für das Kunstprojekt „T.R.A.M. – Zeitreise Wien–Pressburg“ beklebt.

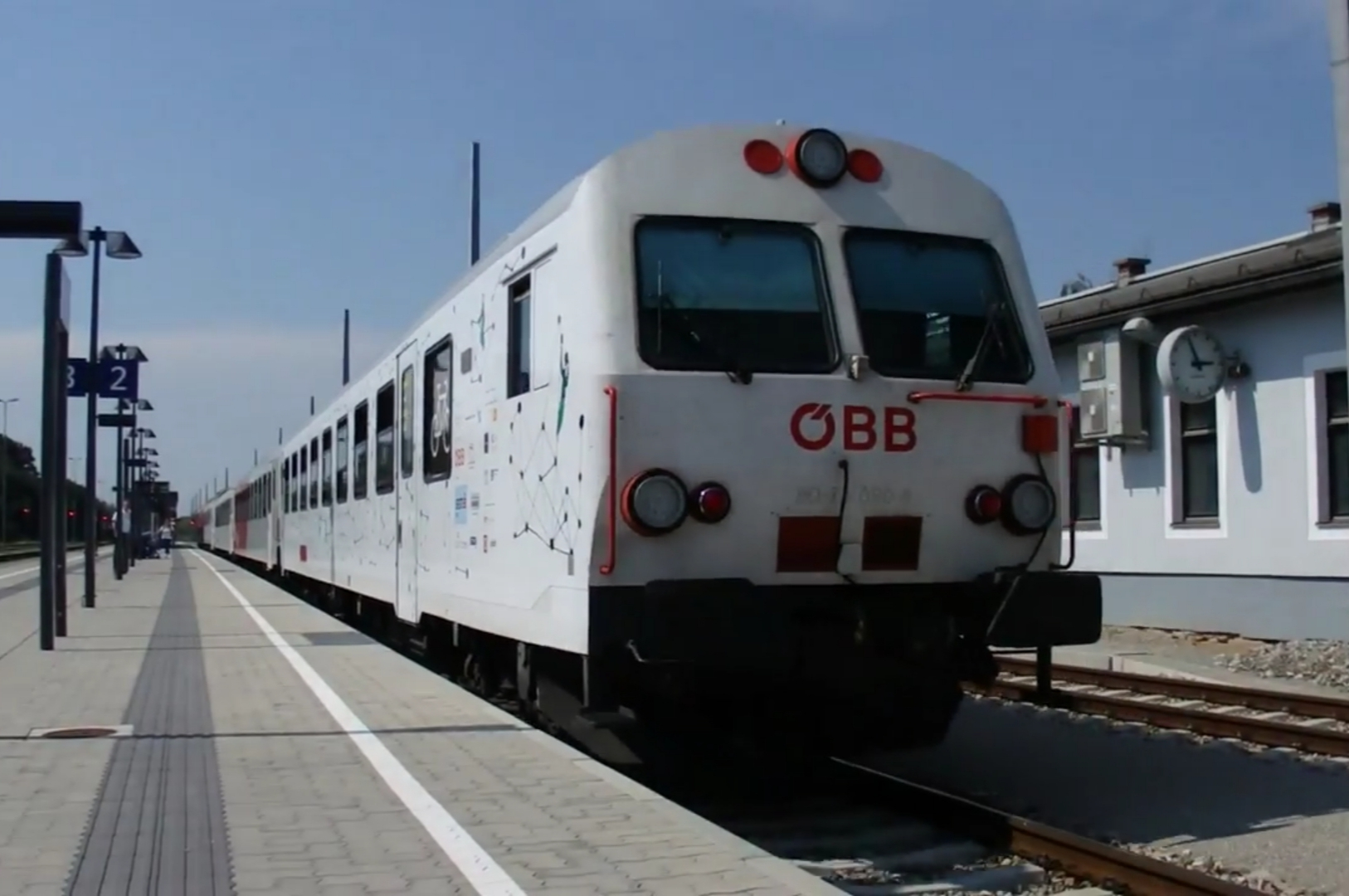
80-73 080 mit Werbefolie in Marchegg als Regionalexpress nach Wien

Auf der grauen Hälfte mancher Zwischenwagen, und auch einiger Steuerwagen, wurde der Schriftzug „Tirol Takt, gefördert vom Land Tirol“ angebracht.

### Sonstige Unterschiede
Der Steuerwagen 80-73 041 gehörte nicht zu den ersten elf Steuerwagen, war aber trotzdem mit einem roten Schneeräumer versehen. Am 1. Juni 2019 wurde er nach Wien überstellt und ausgemustert.
Anfang der 2000er Jahre wurden die Wagen 21-73 200 und 201 versuchsweise mit einer Temperaturabsenkungsanlage ausgestattet. Hierbei wurde anstelle einer Sitzgruppe ein Schrank mit den notwendigen Einrichtungen eingebaut. Das Fenster wurde verblecht und mit einem Lüftungsgitter (sowie einem weiteren unterhalb des Fensters) versehen.

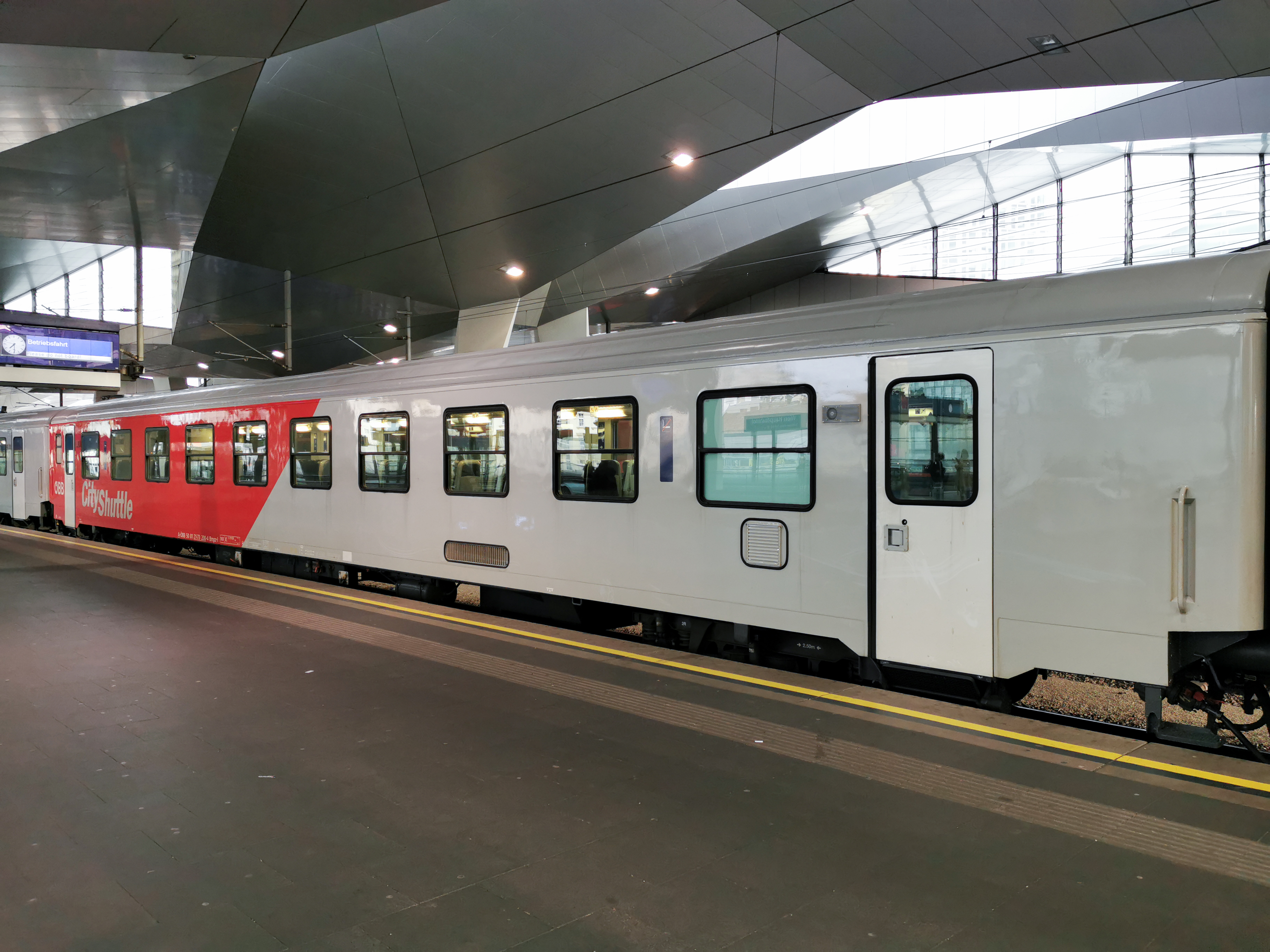
Außenansicht des Versuchswagen 21-73 200 mit dem Lüftungsgitter für die Temperaturabsenkungsanlage

Am Zwischenwagen 21-73 832 wurde nach der Neulackierung ein kleiner CityShuttle-Schriftzug angebracht. Da vermutlich kein großer Schriftzug zur Verfügung stand, wurde ersatzweise ein Schriftzug verwendet, der eigentlich für Doppelstockwagen bestimmt war und deutlich kleiner ist. Der Wagen wurde auch vom Modellbahnhersteller Roco unter der Artikelnummer 64693 produziert.
Im Jahr 2011 wurde der Linzer Zwischenwagen 21-73 119 zu einem Sitztestwagen umgebaut. Aus einer Hälfte des Wagens wurden die Standard-Sitze ausgebaut und an deren Stelle verschiedenste andere Sitzvarianten angebracht, die von den Fahrgästen getestet und bewertet werden konnten. Der Wagen erhielt außerdem eine Sonderbeklebung.
Der 80-73 050 besitzt zwar beide Logos, jedoch ist die Wortmarke an seiner Front nicht nach links hochgestellt, sondern zentral platziert, so wie bei den anderen Steuerwagen die an allen Stellen mit dem aktuellen Logo versehen wurden. Dasselbe bei 80-73 113.

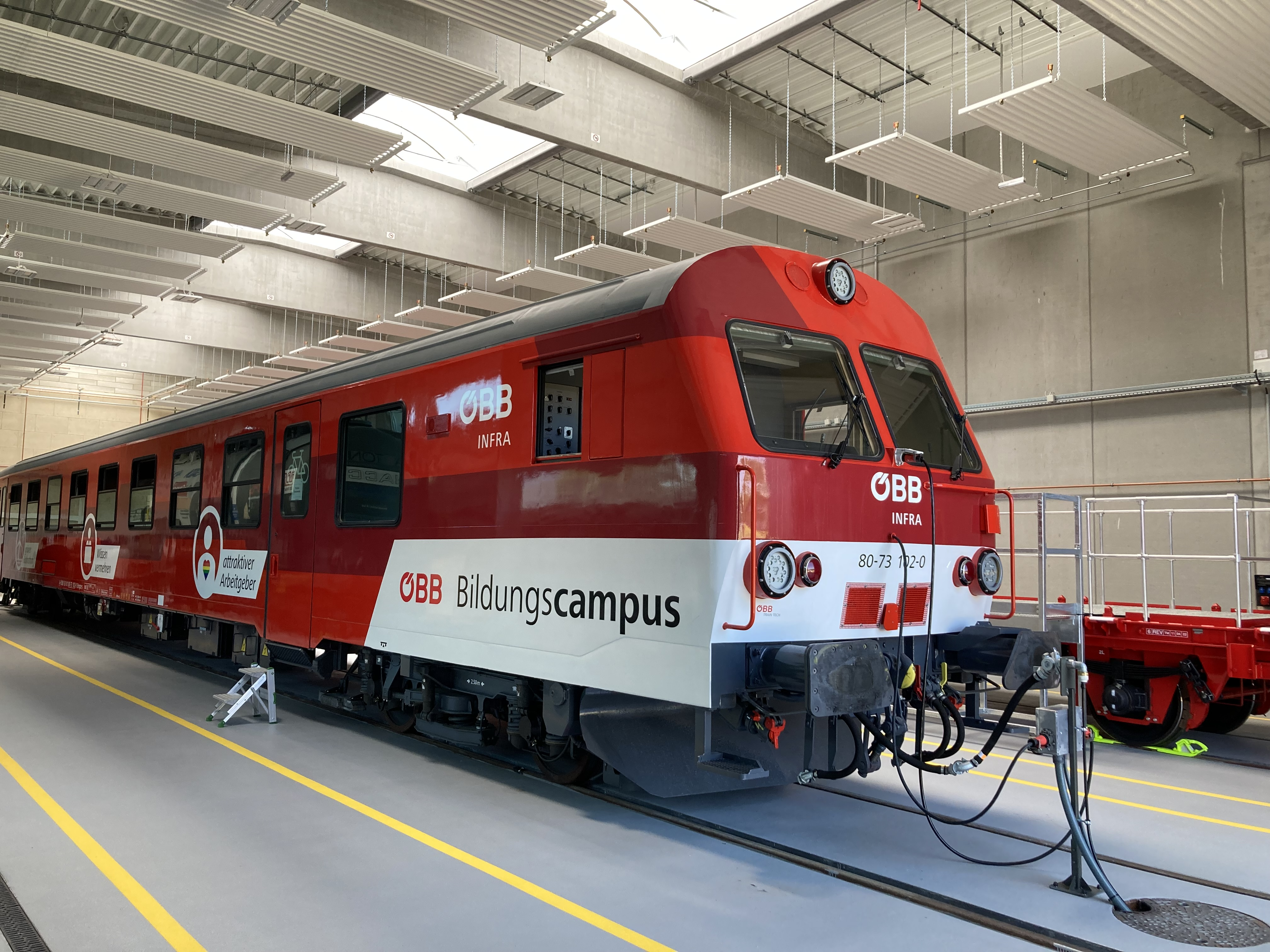
80-73 102 im ÖBB Bildungscampus

Der 80-73 102 hat seit April 2022 einen permanenten Platz im ÖBB Bildungscampus in St. Pölten. Er besitzt eine Sonderbeklebung und ist über die Hauptluftleitung an eine Bremsprobeanlage angeschlossen. Außerdem können über den, aus einem Fahrsimulator für die Reihe 1044 umgebauten, Führertisch einer 1144 einzelne Funktionen, wie Spitzensignal, Bremse oder Zuglicht gesteuert werden. Der Wagen hat eine PZB 60 und wurde nicht mit PZB 90 ausgerüstet. Zudem wurden im Großraumabteil alle Sitze in Fahrtrichtung 1 ausgebaut, sowie ein Projektor installiert, was eine Verwendung als Seminarraum ermöglicht.

## Einsatz
Mit Fahrplanwechsel im Dezember 2017 wurde eine Vielzahl neuer Reihe 4744 und 4746 Nahverkehrszüge in Dienst gestellt und gleichzeitig dutzende Inlandsreisezugwagen ausgemustert und beispielsweise im Frachtenbahnhof Wien Penzing abgestellt und anschließend bis 2020 verkauft oder verschrottet. Die noch in Dienst befindlichen Wagen haben ihre Heimatbahnhöfe in Wien Hauptbahnhof, Wien Westbahnhof, Graz Hauptbahnhof, Linz Hauptbahnhof, Villach Hauptbahnhof, Salzburg Hauptbahnhof, Innsbruck Hauptbahnhof sowie Bludenz.
Mit Fahrplanwechsel 2019/2020 wurden in Kärnten annähernd alle Umläufe durch die Reihe 4746 ersetzt, welche von Wien nach Villach umstationiert wurden. Als Gegenleistung wurden die meisten Villacher CityShuttle-Garnituren nach Wien gebracht.
Im Zuge der Inbetriebnahme der Reihen 4744 und 4746 wurde 2016 die etappenweise Ausmusterung der CityShuttle-Wagen bekannt gegeben. Derzeit ist eine Ausmusterung bis 2025 geplant.

### Regionalverkehr
Seit 2020 hat sich auf vielen Strecken im Großraum Wien der Einsatz der Wagen wieder vermehrt. Beispielsweise auf der Wechselbahn bzw. Thermenbahn, auf der Ostbahn oder auf der Franz-Josefs-Bahn.
Die meisten Inlandsreisezugwagen verkehren momentan noch rund um Linz, zahlreiche S-Bahn- und Regionalexpress-Züge werden dort mit ihnen geführt. Ebenfalls häufig zu sehen sind sie auf der Marchegger Ostbahn, auf der sie im Stundentakt zwischen Wien und Bratislava pendeln. Ansonsten werden nur noch vereinzelte Zugläufe zu Hauptreisezeiten aus CityShuttle-Wagen gebildet, wie etwa in Tirol, Salzburg, der Steiermark, Wien und Niederösterreich. Teilweise sind auch einzelne Wagen in Doppelstockzügen eingereiht.
Die kürzesten Zugläufe, die aktuell mit CityShuttle-Wagen geführt werden, sind zwei Regionalzüge von Selzthal nach Liezen, welche somit nur eine einzige Station weit fahren. Der längste Zuglauf mit einer reinen CityShuttle-Garnitur ist der Schnellzug von Lienz nach Wien Hbf via Bruck an der Mur, welcher eine Strecke von rund 400 Kilometern zurücklegt.
Seit Februar 2024 sind einige Garnituren bei der S-Bahn Wien anzutreffen, wo sie fehlendes Wagenmaterial ersetzen. Dies ist bis zur Auslieferung des letzten Abrufs der Reihe 4746 geplant.

### Fernverkehr
In Intercity-Zügen wurden die Wagen zwischenzeitlich vollständig von den Modularwagen abgelöst. Aus Wagenmangel wurden jedoch bis zur Auslieferung aller Railjet-Garnituren der 1. Generation auf einigen IC-Linien auch weiterhin „lange Schlierenwagen“ eingesetzt.
Seit der Ausmusterung der Reihe 4010 im Jahr 2008, laufen Grazer Steuerwagen Bmpz-s 80-73 in allen IC-Zügen von Graz ausgehend nach Linz, Salzburg und Innsbruck, da die ÖBB abgesehen von den Railjets keine Fernverkehrs-Steuerwagen besitzen.
2020 begann sich der Einsatz der Steuer- und Zwischenwagen von Graz aus mit jedem Fahrplanwechsel sukzessive immer weiter zu erhöhen. Immer mehr Zugverbindungen wurden hinzugefügt, bei bestehenden das Platzangebot erweitert. Mittlerweile laufen sogar Zwischenwagen wieder in großer Stückzahl planmäßig im Fernverkehr von Graz Richtung Salzburg, Innsbruck und Klagenfurt über Villach. Im IC 358 und IC 359 zwischen Graz und Wien stellen die Wagen das gesamte Sitzplatzangebot der 2. Klasse.

### Verkauf an andere Bahnen
2012 wurden drei Steuerwagen an die Raaberbahn verkauft.
2014 wurden drei Zwischenwagen und ein Steuerwagen (80-73 119) an die Steiermarkbahn (Landesbahn Gleisdorf–Weiz) verkauft.
2015 wurden 49 Zwischenwagen und 6 Steuerwagen an die MÁV-START verkauft.

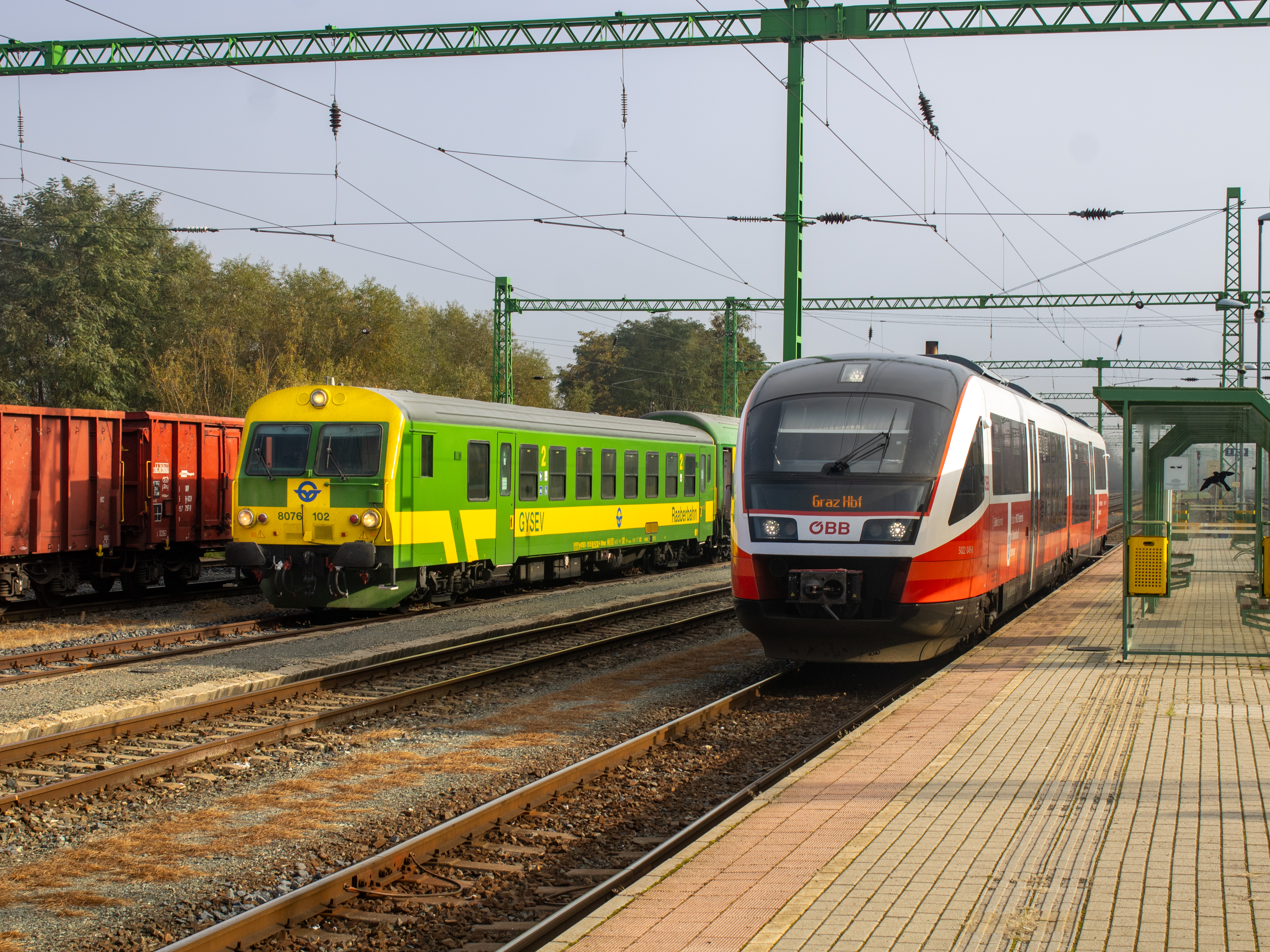
Ein Steuerwagen der Reihe 8076 als Regionalzug in Szentgotthárd neben einem ÖBB 5022er
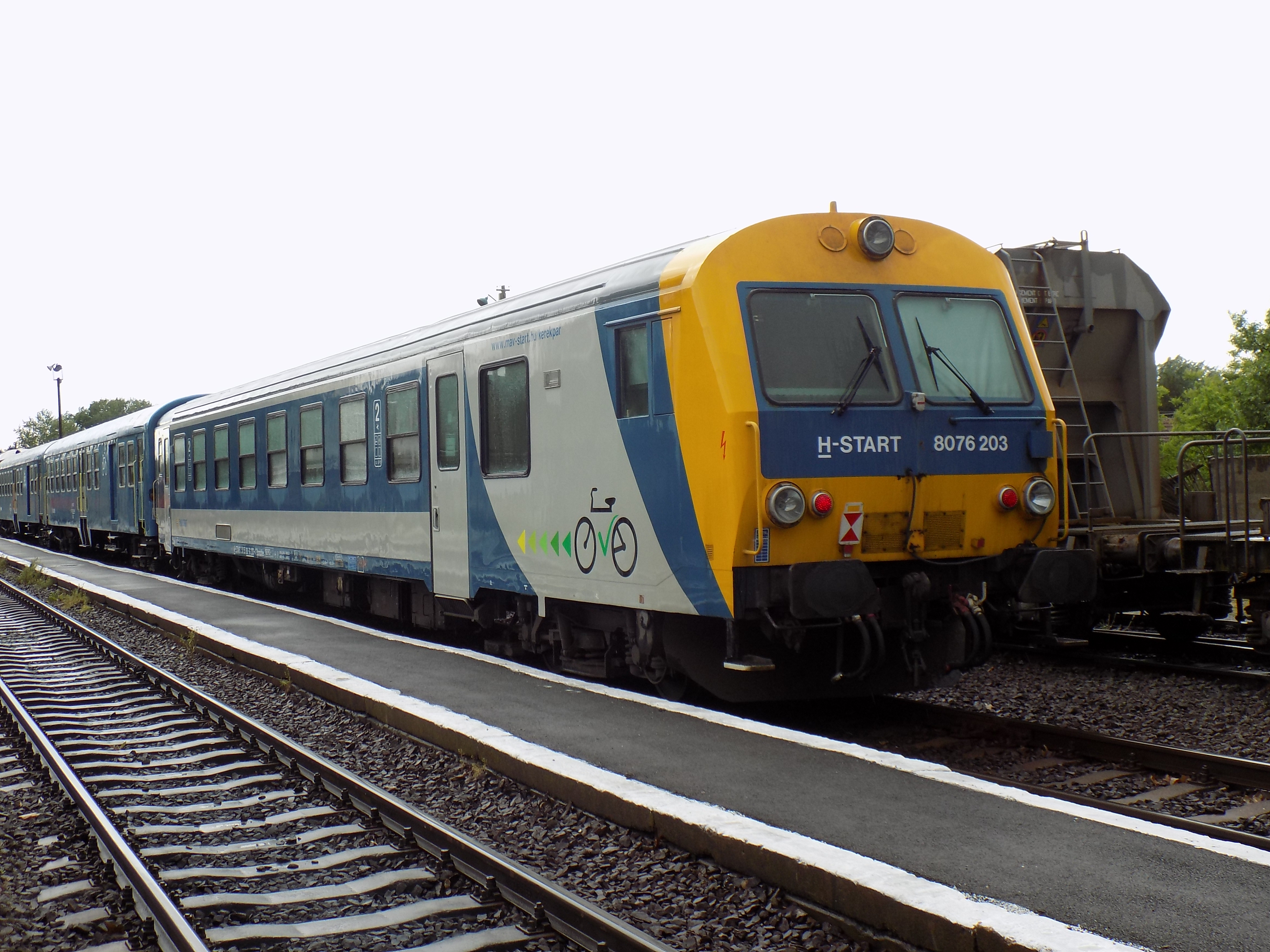
Steuerwagen 8076 203 der MÁV-START in Tiszafüred mit einem Fahrradabteil
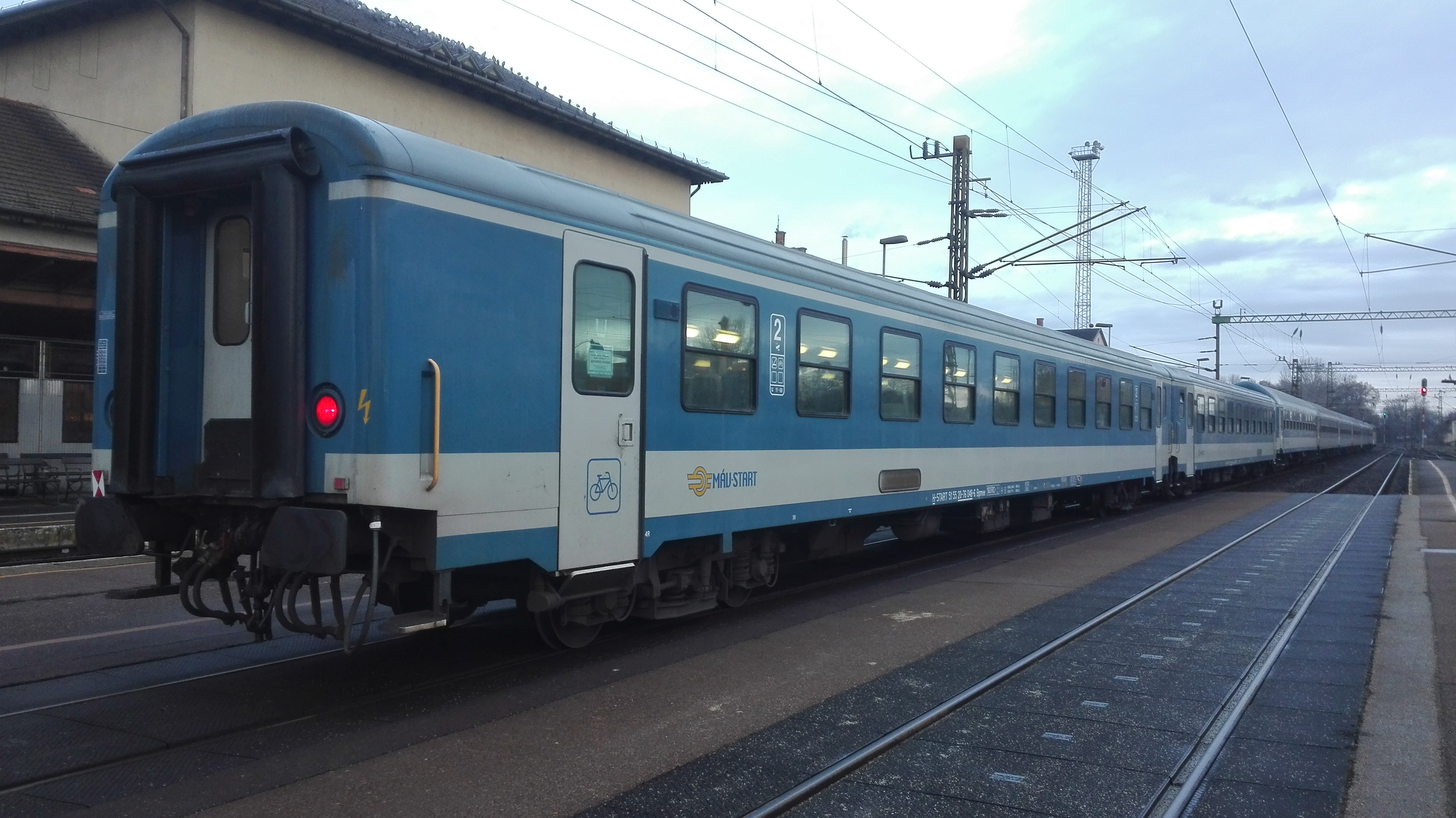
Mittelwagen im alten MÁV-Farbschema
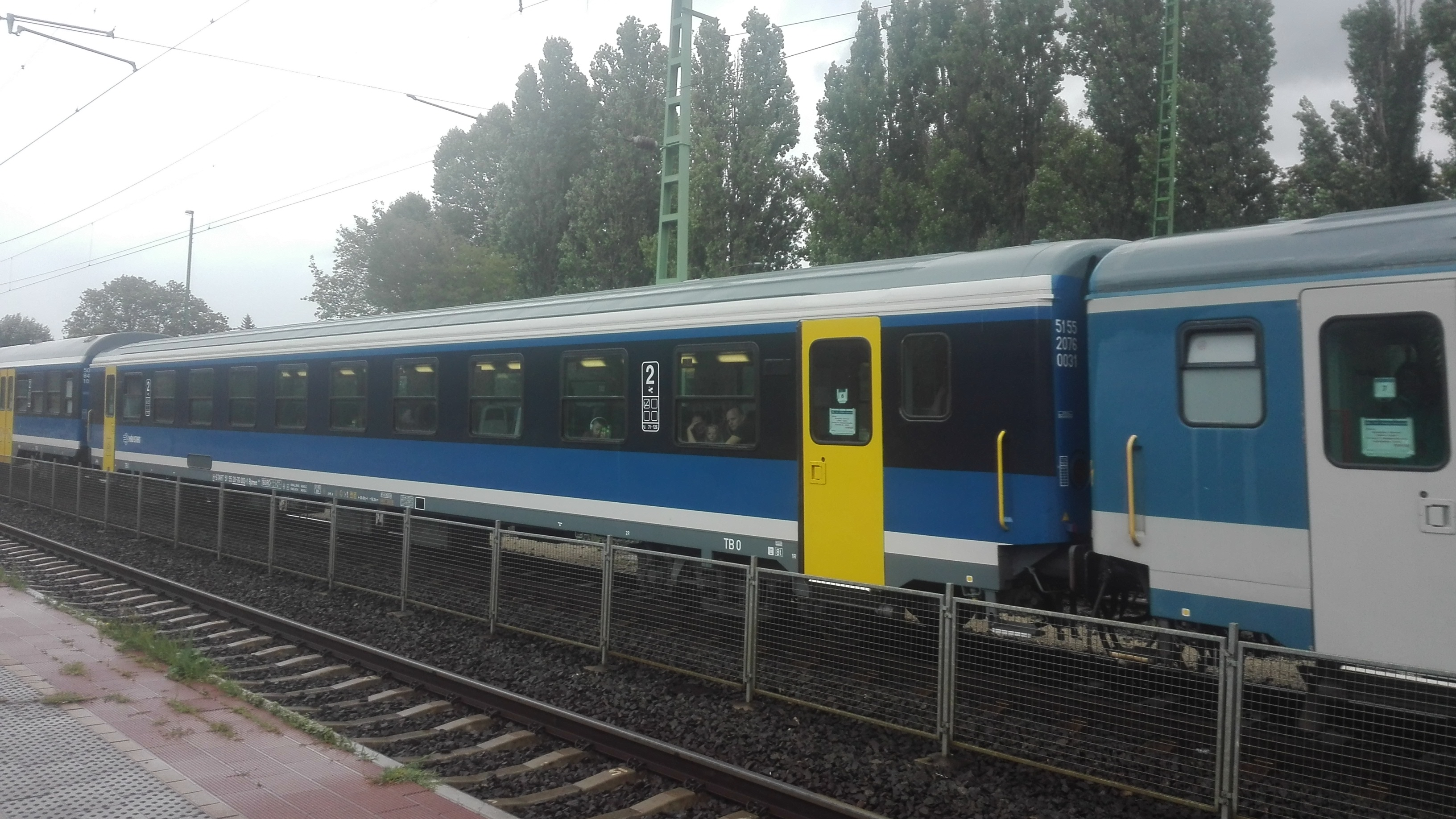
Mittelwagen nach der Modernisierung bei der MÁV